# Gonzaga

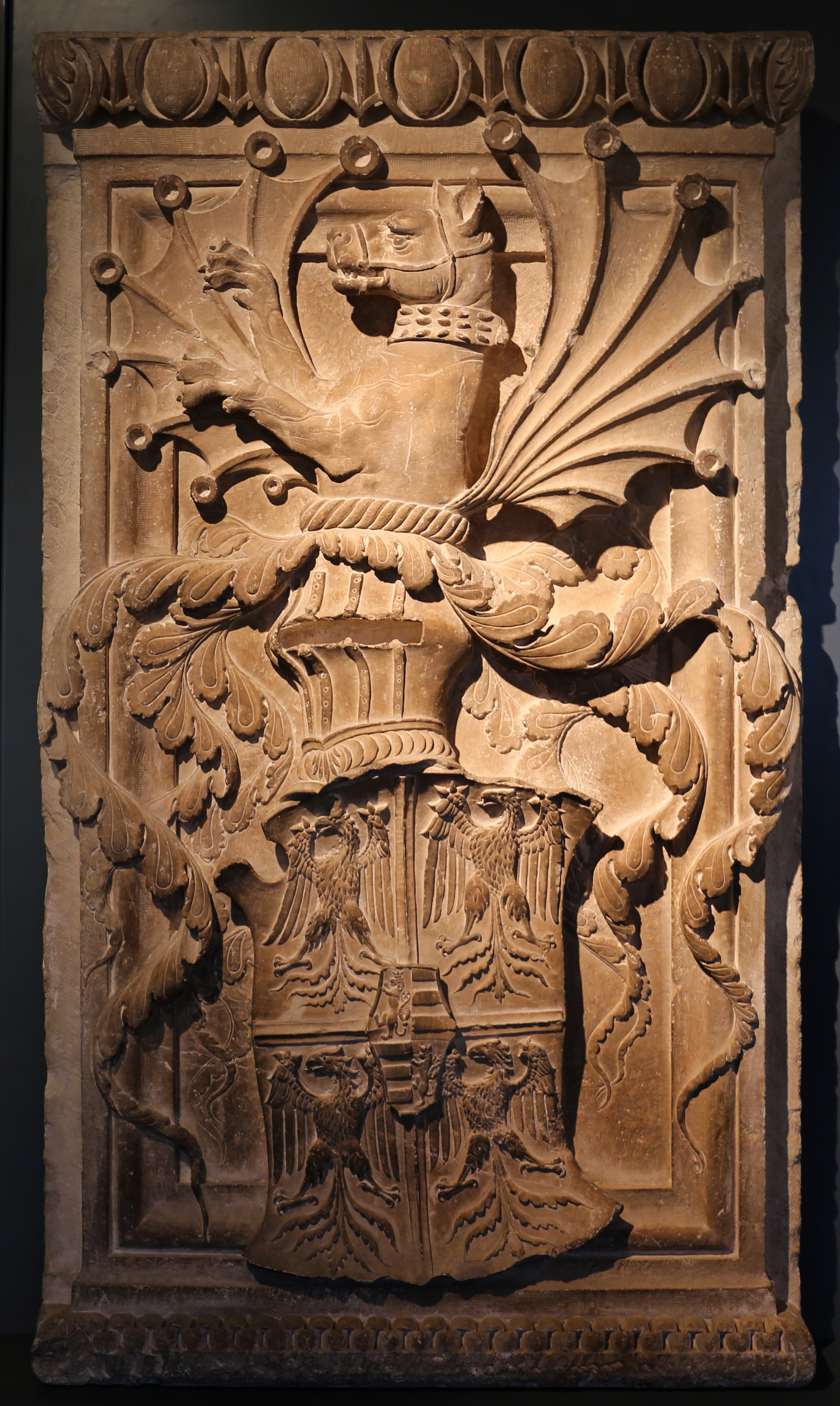
Stemma di Casa Gonzaga a Palazzo San Sebastiano di Mantova

I Gonzaga sono stati una delle più note famiglie principesche d'Europa, protagonisti della storia italiana ed europea dal XIV al XVIII secolo.
Governarono Mantova, dapprima come Signori, a partire dal 1328, poi come Marchesi e Duchi fino al 1707. Governarono inoltre il Marchesato e poi Ducato del Monferrato; rami cadetti governarono poi in Italia il Ducato di Guastalla, il Ducato di Sabbioneta, i Marchesati di Vescovato, Luzzara, Palazzolo e Castel Goffredo, Castiglione e Solferino, i Principati di Bozzolo e Castiglione, la Contea di Novellara; all'estero un ramo cadetto governò i Ducati francesi di Nevers, Rethel, Mayenne e il Principato di Arches.
Mantennero un ruolo di primo piano nel contesto politico italiano ed europeo grazie ai loro ambasciatori e a un'abile politica matrimoniale, che aveva portato a rinsaldare i rapporti con l'Impero, la Spagna, la Francia e con le dinastie sovrane e le famiglie nobili più in vista del tempo.
Aumentarono ancora il proprio prestigio legandosi in matrimonio nel XVII secolo con una delle più importanti famiglie reali d'Europa, gli Asburgo, quando Eleonora Gonzaga divenne la prima imperatrice della casata, sposandosi nel 1622 con Ferdinando II. Eleonora Gonzaga-Nevers divenne a sua volta imperatrice sposandosi con Ferdinando III. Maria Luisa di Gonzaga-Nevers divenne per ben due volte regina di Polonia, sposandosi con Ladislao IV e Giovanni II.
La famiglia diede inoltre i natali a un santo, a dieci cardinali e a dodici vescovi della Chiesa cattolica.
La loro grande fama è anche legata al fatto di aver promosso, per diverse generazioni, la vita artistica e culturale al più alto livello. La collezione artistica dei Gonzaga (detta la "Celeste Galeria") era celeberrima, comprendeva infatti opere degli artisti più rinomati del Rinascimento e dell'età Barocca e venne venduta in buona parte al re d'Inghilterra Carlo I quando i sovrani di Mantova si trovarono in difficoltà economiche. I Gonzaga, oltre alle arti visive, sostennero anche molte grandi opere letterarie e di musica.

## Storia

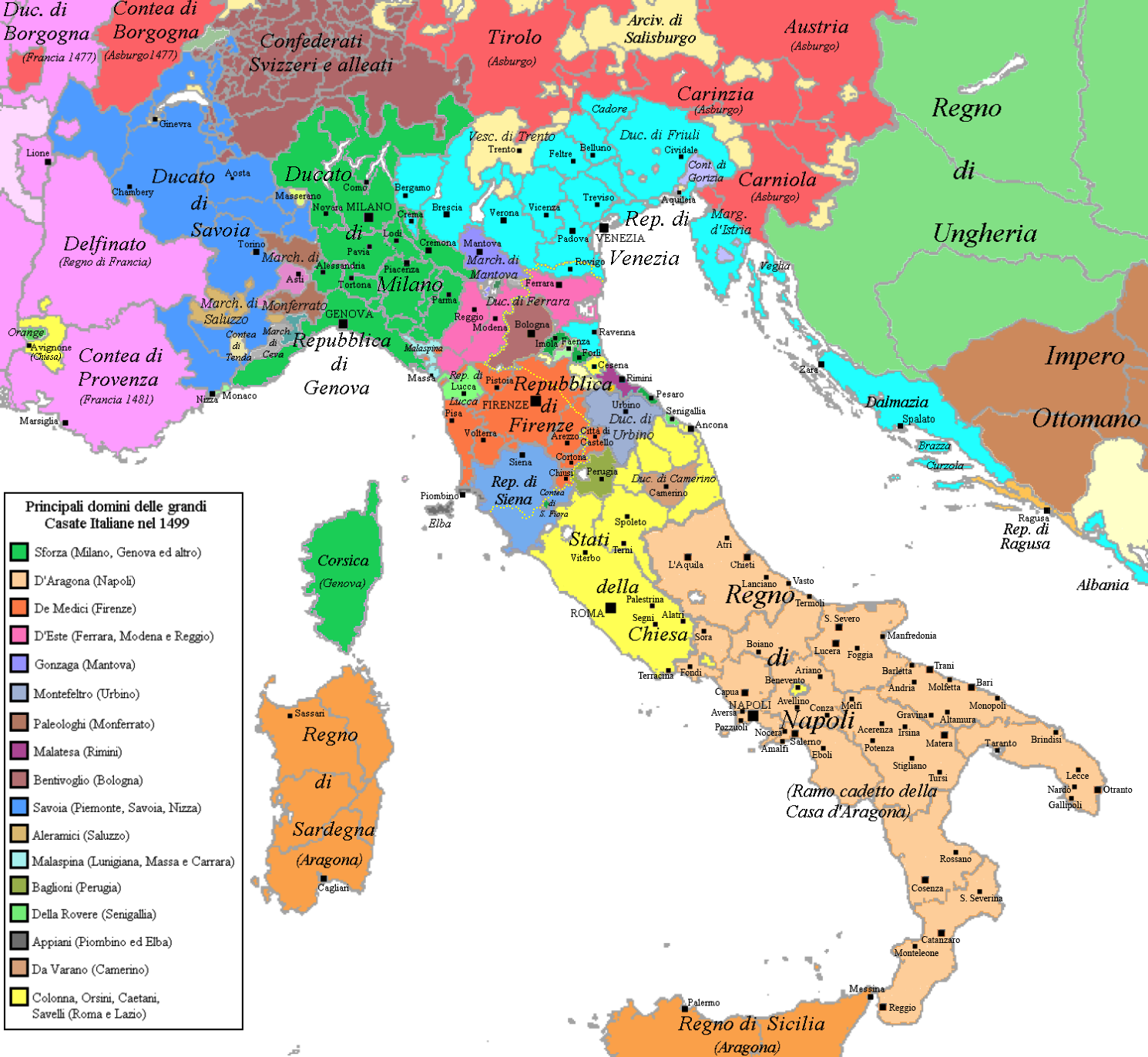
L'Italia nel 1499.

Originari dell'omonima cittadina dell'Oltrepò mantovano, da cui presero il nome, i Corradi da Gonzaga (o "Gonzinghi") furono uomini di fiducia di parte guelfa dei monaci dell'Abbazia di San Benedetto in Polirone. Il documento in cui fanno la loro prima comparsa i "da Gonzaga" (con un certo Opizio de Gonzaga) - atto in cui la grancontessa Matilde di Canossa conferma alcuni beni all'Abbazia di Polirone - porta la data del 13 agosto 1096.
Il 16 agosto 1328 Luigi I Gonzaga rovesciò la signoria bonacolsiana con l'aiuto delle truppe scaligere e del genero Guglielmo di Castelbarco, aderì alla fazione ghibellina e si impose come capitano del popolo, venendo riconosciuto vicario imperiale da Ludovico il Bavaro.
Nel 1433 Gianfrancesco (1407-1433) riuscì a ottenere, sborsando la cifra di 12.000 fiorini d'oro, direttamente dalle mani dell'imperatore Sigismondo a Mantova il titolo di marchese: riuscì dunque a trasformare una carica da elettiva in ereditaria. Nacque il Marchesato di Mantova.
Federico II (1519-1530) ottenne a Mantova nel 1530 dalle mani dell'imperatore Carlo V il titolo di duca. Iniziò così il Ducato di Mantova.
Nel 1708 il territorio del Monferrato venne annesso al Ducato di Savoia e la signoria di Mantova, dopo quattrocento anni, passò sotto la dominazione austriaca.

### Origini
Diverse sono le ipotesi sull'origine della famiglia (longobarda, merovingia o proveniente semplicemente dal toponimo de Gonzaga) che si sono susseguite nel corso dei secoli, ma nessuna pare prevalere in maniera netta sulle altre. Nel XII secolo Filippo Corradi fu investito delle terre di Gonzaga (da cui prese il nome la famiglia), feudo appartenuto ai conti Casalodi, dall'abate dell'abbazia benedettina di Polirone a San Benedetto Po. Con il nome di “Corradi da Gonzaga” si stabilirono a Mantova alla fine del XII secolo, dove occuparono cariche politiche e religiose. Da Guido Corradi da Gonzaga (XIII secolo-1318), che combatté contro il re Manfredi di Sicilia e dai suoi cinque figli (Luigi primo capitano del popolo, Gentile, Gualtiero, Abramino e Petronio) ebbero origine i signori di Mantova. Nel 1332 furono decorati dal doge Francesco Dandolo del patriziato veneto.
Dal 30 aprile 1335 la famiglia utilizzò solo l'appellativo "Gonzaga", per questo Luigi I Gonzaga viene ritenuto il capostipite della famiglia. L'eliminazione del cognome Corradi avvenne perché il cognome risultava sconveniente, rispetto al toponimo suddetto de Gonzaga.

#### Origine del nome
Potrebbe derivare dal nome latino Verecundus, con l'aggiunta del suffisso -aca (ossia verecundus-aca), troncato poi in cundus-aca e da cui infine si è avuto l'esito locale in Gonzaga. Secondo invece Gaspare Scioppio, storico della casata, deriverebbe dal lemma germanico gunzo, traducibile in "verde e ameno".

### Gonzaga di Mantova (linea principale)
I Corradi da Gonzaga conquistarono il potere a Mantova con Luigi, destituendo il 16 agosto 1328 Rinaldo Bonacolsi, detto "il Passerino".
Il colpo di Stato che portò alla morte dell'ultimo dei Bonacolsi fu possibile per l'alleanza con Cangrande I di Verona. Profittando quindi dell'illusione di quest'ultimo di poter includere Mantova nei propri dominî una volta sconfitti i Bonacolsi, e contando sull'appoggio del popolo mantovano, ebbe inizio un dominio plurisecolare dei Gonzaga sulla città di Mantova, che terminò solo nel 1707.

#### Capitani del Popolo
| 1328-1360 | Luigi I       | (1268-1360) |
| 1360-1369 | Guido         | (1290-1369) |
| 1369-1382 | Ludovico I    | (1334-1382) |
| 1382-1407 | Francesco I   | (1366-1407) |
| 1407-1433 | Gianfrancesco | (1395-1444) |

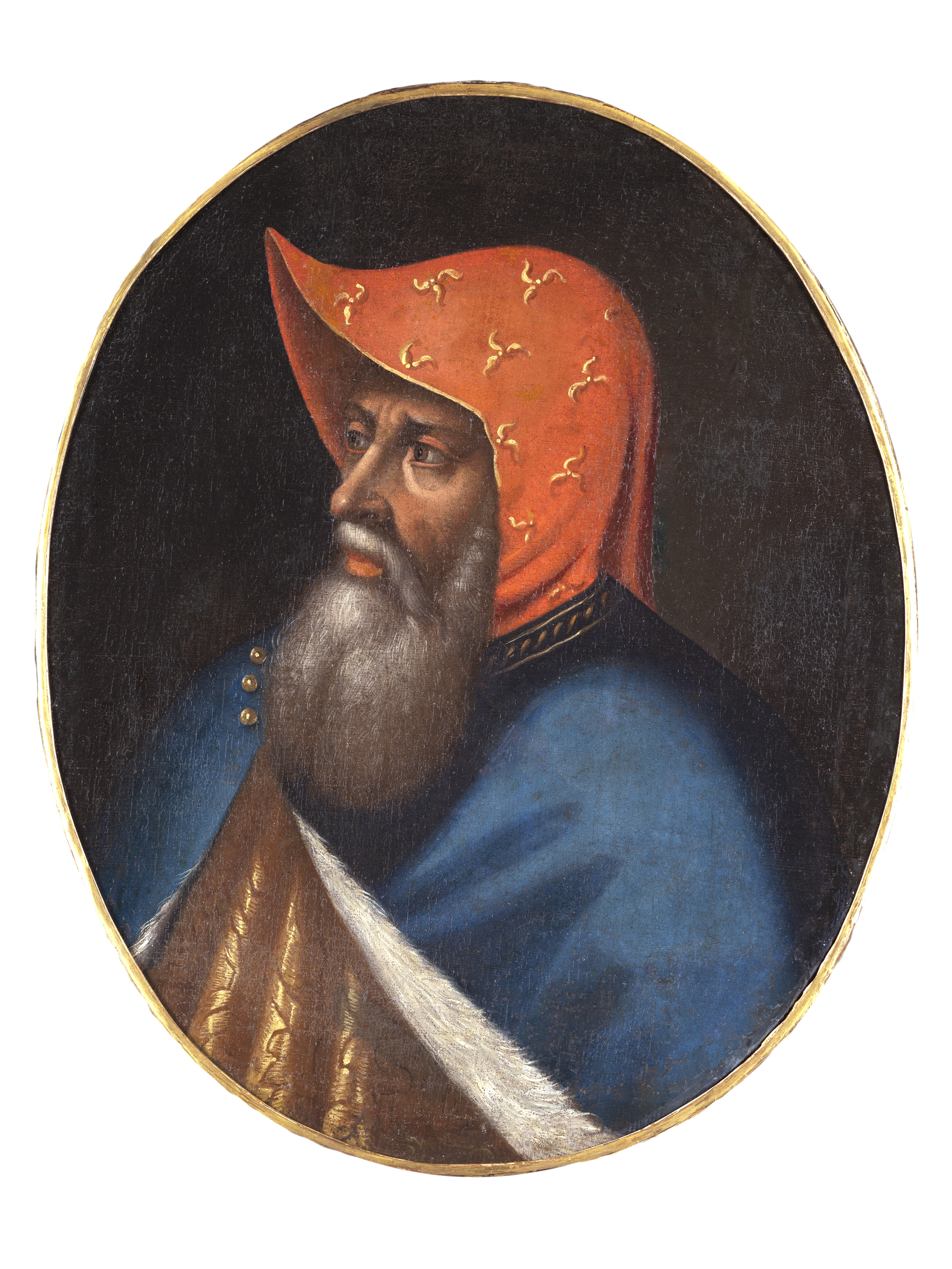
Luigi I, primo capitano del popolo.

La dominazione su Mantova ebbe inizio con la figura politica del capitano del popolo, istituita essenzialmente per bilanciare il potere e l'autorità delle famiglie nobili. Il primo capitano a essere eletto, dopo la presa al potere, fu Luigi I Gonzaga, il 25 agosto 1328. La rivolta, caldamente appoggiata dal popolo e con l'appoggio di Cangrande I della Scala, ebbe successo grazie alla completa convinzione dei Bonacolsi, amici dei Gonzaga e padroni della città, che fossero loro fedeli. Francesco I, commissionando la costruzione del castello di San Giorgio nel 1395, creò le basi per l'edificazione della futura reggia gonzaghesca. Dopo aver aumentato il loro patrimonio fondiario e monetario, il loro dominio proseguì ininterrottamente sino al settembre 1433 con l'elevazione del feudo a marchesato.

#### Marchesi di Mantova
| 1433-1444 | Gianfrancesco       | (1395-1444) |
| 1444-1478 | Ludovico II Gonzaga | (1412-1478) |
| 1478-1484 | Federico I          | (1440-1484) |
| 1484-1519 | Francesco II        | (1466-1519) |
| 1519-1530 | Federico II         | (1500-1540) |

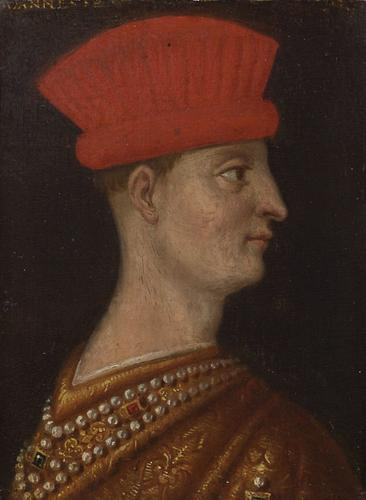
Gianfrancesco, primo marchese.

Il marchesato iniziò nel 1433 con la consegna a Mantova delle insegne marchionali da parte dell'imperatore Sigismondo a Gianfrancesco Gonzaga, che comprò il titolo per 120.000 fiorini d'oro.
Risalgono al marchesato i rapporti amichevoli con gli Este e i signori di Milano.
Grazie a Ludovico III la città si distinse nel campo dell'arte: l'intervento di artisti come Andrea Mantegna lascerà un segno indelebile nella storia di Mantova. Grazie ai Gonzaga nacque in questo periodo la Scuola di Mantova, destinata a diventare una delle principali scuole della pittura rinascimentale italiana. Con Isabella d'Este, una delle donne più importanti del Rinascimento, che nel 1490 sposò Francesco II, la città conobbe un periodo di grande rilevanza artistica. Con Federico II venne edificato Palazzo Te e così terminò, con la sua nomina ducale nel 1530, questo periodo particolarmente prolifico a livello artistico della storia di Mantova.

#### Duchi di Mantova
Casa dei Gonzaga
| 1530-1540 | Federico II   | (1500-1540) |
| 1540-1550 | Francesco III | (1533-1550) |
| 1550-1587 | Guglielmo     | (1538-1587) |
| 1587-1612 | Vincenzo I    | (1562-1612) |
| 1612      | Francesco IV  | (1586-1612) |
| 1612-1626 | Ferdinando    | (1587-1626) |
| 1626-1627 | Vincenzo II   | (1594-1627) |

Federico II, primo duca.

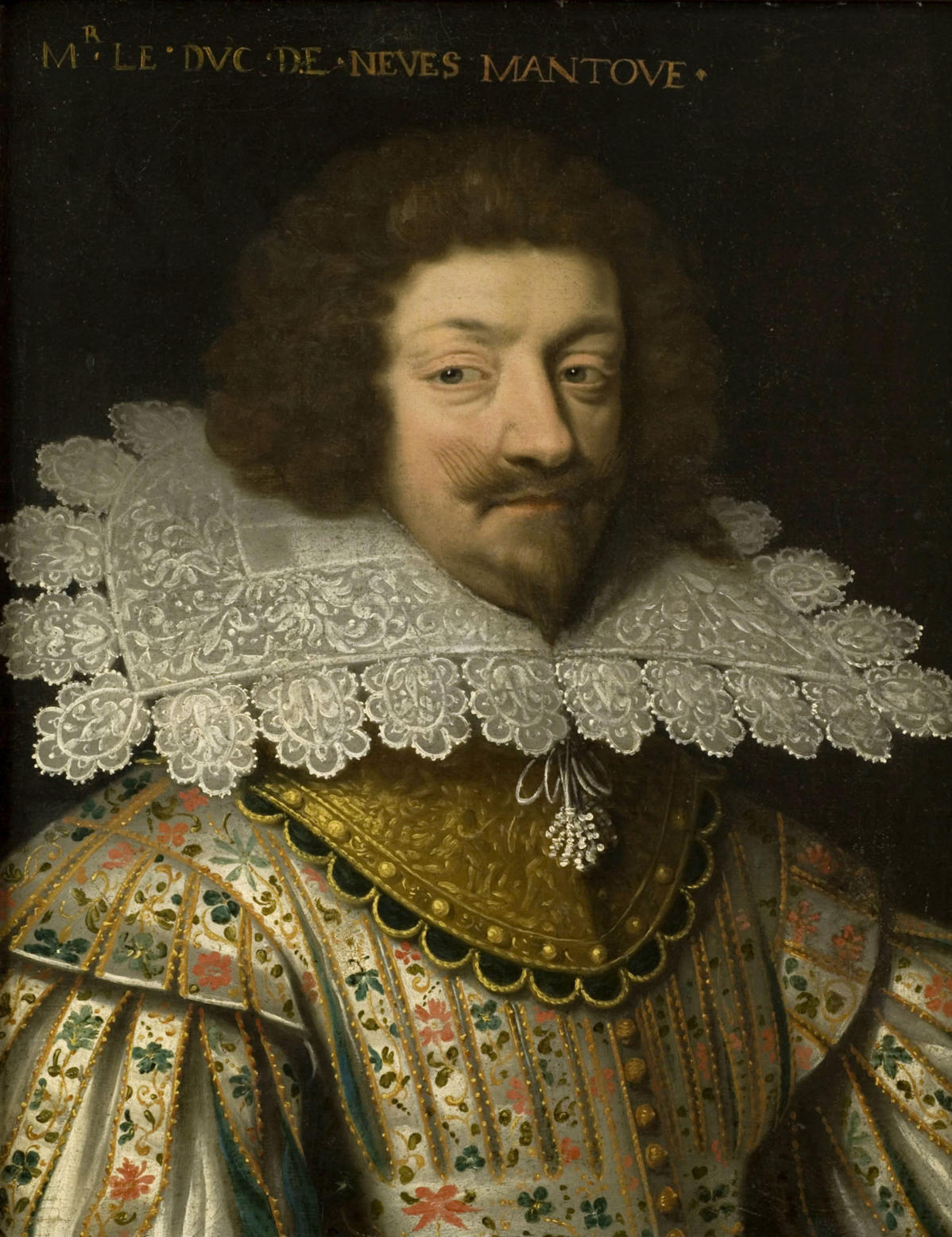
Carlo I di Gonzaga-Nevers.

Nel 1627 il ramo mantovano dei Gonzaga si estinse e il titolo ducale passò al ramo francese dei Gonzaga-Nevers, che ebbe origine da Ludovico Gonzaga-Nevers.
Casa dei Gonzaga-Nevers
| 1627-1637 | Carlo I          | (1580-1637) |
| 1637-1665 | Carlo II         | (1629-1665) |
| 1665-1707 | Ferdinando Carlo | (1652-1708) |

1708: annessione al Ducato di Milano.
Il Ducato di Mantova ebbe inizio nel 1530 con Federico II, che ottiene il titolo da Carlo V sovrano del Sacro Romano Impero.
Il duca di Mantova fu anche marchese del Monferrato (1536-1574) e poi duca del Monferrato (1574-1708).
Sotto la signoria di Guglielmo Gonzaga Mantova divenne una delle corti più splendide e prestigiose d'Europa e la casata dei Gonzaga ricchissima: fu politico accorto e scaltro, capace di rimanere indipendente rispetto ai potentati del tempo (Papato, Impero, potenze quali Spagna e Francia). Con l'intemperante Vincenzo, amante del gioco e dei vizi, iniziò il lento ma inesorabile declino della famiglia. Alla morte di Vincenzo II, nel 1627, si estinse il ramo diretto dei Gonzaga di Mantova e ciò portò alla Guerra di successione di Mantova e del Monferrato: Carlo I dovette subire il sacco di Mantova da parte dei mercenari lanzichenecchi, che misero a ferro e fuoco la città portando anche la peste.
Carlo II, per ripianare le finanze di famiglia, proseguì la vendita della famosa collezione di opere d'arte, la Celeste Galeria iniziata dal suo predecessore. Con il decimo e ultimo duca Ferdinando Carlo, poco incline al governo del suo stato, nel 1707 si chiusero quasi quattro secoli di dinastia gonzaghesca e con questi anche la condizione statuale dei ducati di Mantova e Monferrato.

#### Marchesi, poi Duchi di Monferrato
| 1533-1540 | Federico II (marchese) | (1500-1540) |
| 1540-1550 | Francesco III          | (1533-1550) |
| 1550-1587 | Guglielmo (duca)       | (1538-1587) |
| 1587-1612 | Vincenzo I             | (1562-1612) |
| 1612      | Francesco IV           | (1586-1612) |
| 1612-1626 | Ferdinando             | (1587-1626) |
| 1626-1627 | Vincenzo II            | (1594-1627) |

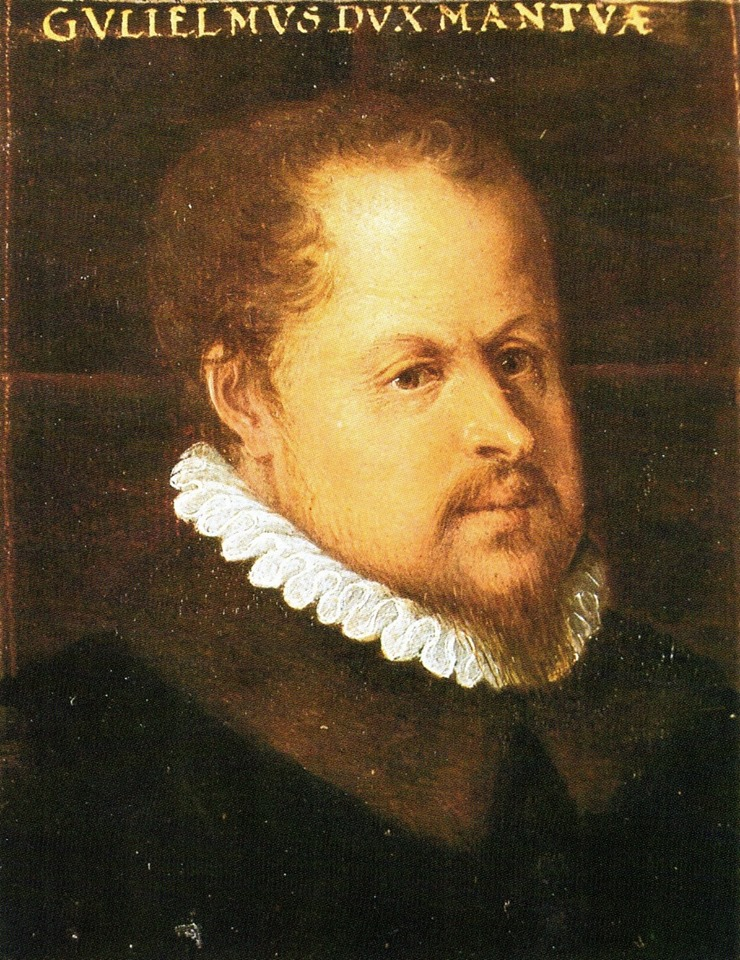
Guglielmo, duca di Monferrato.

Il Marchesato del Monferrato fu un antico stato italiano preunitario, situato nel Piemonte, governato dagli Aleramici dal 967 al 1305 e dalla famiglia dei Paleologi dal 1306 al 1533.
Alla morte senza eredi di Giovanni Giorgio del Monferrato nel 1533, si accese la disputa sulla successione tra il duca di Mantova Federico II Gonzaga e Carlo III di Savoia, duca di Savoia. L'imperatore Carlo V affidò il feudo imperiale a Federico II, marito di Margherita Paleologa, in virtù della discendenza dei Paleologi. Nel 1575 l'imperatore Massimiliano II elevò il marchesato a ducato. Nel 1627 il ramo mantovano dei Gonzaga si estinse e il titolo ducale passò al ramo francese dei Gonzaga-Nevers. Il loro dominio, pur tra diversi conflitti, durò fino al 1708.

### Gonzaga-Nevers

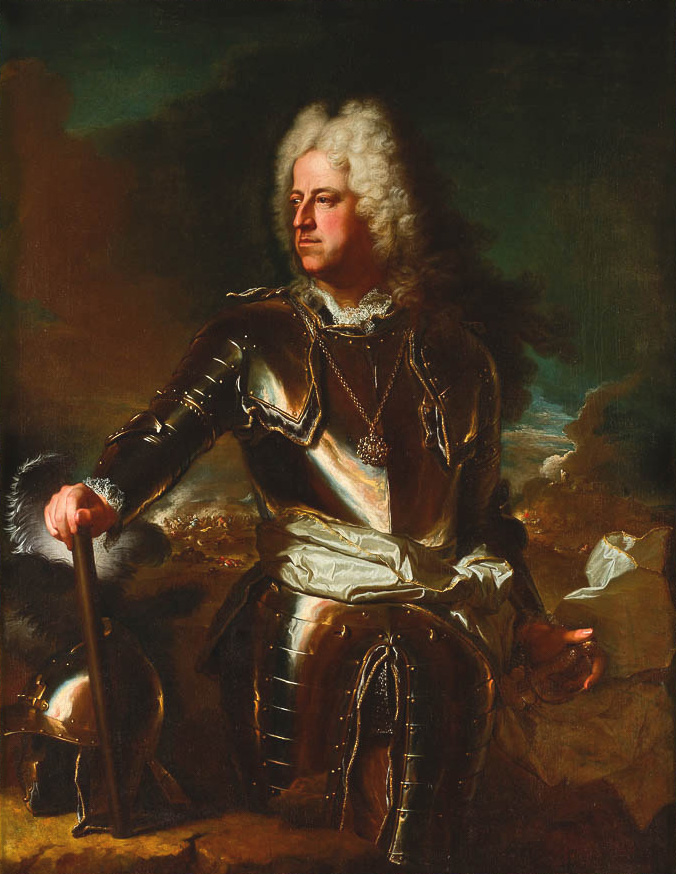
Ferdinando Carlo, X e ultimo duca.

La linea trasse origine da Ludovico Gonzaga, terzogenito di Federico II che, sposando nel 1565 Enrichetta di Nevers, divenne duca di Nevers e Rethel.
| 1627-1637 | Carlo I          | (1580-1637) |
| 1637-1665 | Carlo II         | (1629-1665) |
| 1665-1708 | Ferdinando Carlo | (1652-1708) |

Alla morte nel 1627 del cugino Vincenzo II Gonzaga, ultimo discendente della linea diretta dei Gonzaga, Carlo I, a seguito della Guerra di successione di Mantova e del Monferrato, subentrò come erede nella potestà del Ducato di Mantova. Con i Gonzaga-Nevers proseguì il declino della secolare dinastia, iniziato con Vincenzo I. I primi presagi furono dati dalle continue invasioni da parte dei lanzichenecchi che, con il sacco di Mantova del 1629, ridussero la città, fino allora considerata imprendibile, in miseria. Proseguirono inoltre con il duca Carlo I le vendite della collezione d'arte di famiglia, la famosa Celeste Galeria. Con la cacciata dell'ultimo duca Ferdinando Carlo di Gonzaga-Nevers, accusato di fellonia per aver concesso l'ingresso alle truppe galloispane nella città virgiliana, nel 1708 il territorio del Monferrato venne annesso al Ducato di Savoia e Mantova passò sotto la dominazione austriaca.
 Duchi di Nevers 
| 1565-1595 | Ludovico | (1539-1595) |
| 1595-1637 | Carlo I  | (1580-1637) |
| 1637-1659 | Carlo II | (1629-1665) |

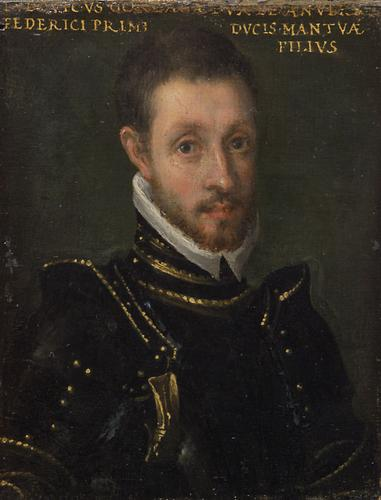
Ludovico Gonzaga-Nevers

Nel 1659 Nevers fu venduto al cardinale Mazzarino.
 Duchi di Rethel 
| 1565-1595 | Ludovico                    | (1539-1595) |
| 1595-1637 | Carlo I                     | (1580-1637) |
| 1606-1622 | Francesco                   | (1606-1622) |
| 1637-1665 | Carlo II                    | (1629-1665) |
| 1665-1708 | Carlo III di Gonzaga-Nevers | (1652-1708) |

 Principi di Arches 

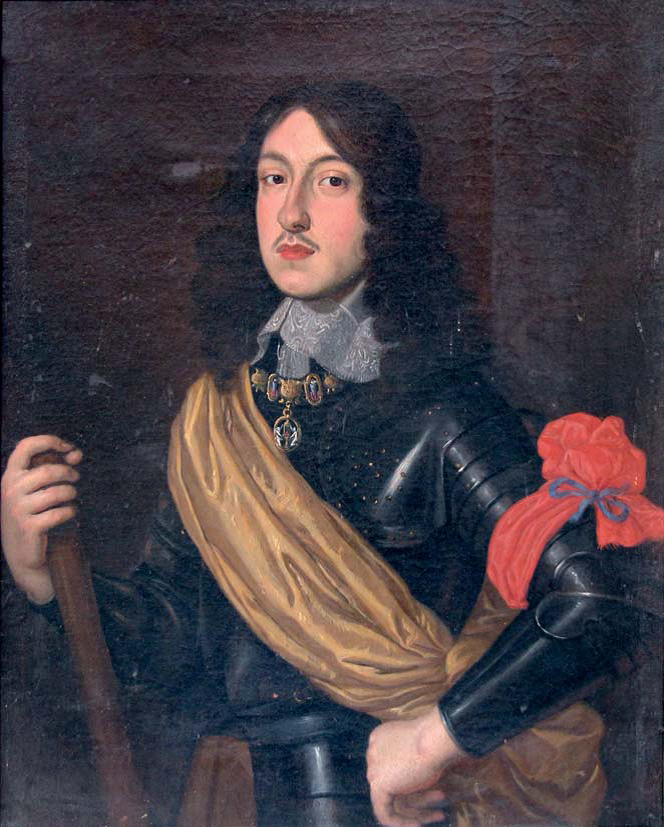
Carlo II di Gonzaga-Nevers.

Il "Principato di Arches" nacque nel 1608 per volontà di Carlo I di Gonzaga-Nevers, duca di Nevers e Rethel, in seguito alla creazione da zero della città di Charleville.
| 1608-1637 | Carlo I                     | (1580-1637) |
| 1637-1665 | Carlo II                    | (1629-1665) |
| 1665-1708 | Carlo III di Gonzaga-Nevers | (1652-1708) |

Nel 1708: assegnazione del principato alla corona di Francia.
 Duchi di Mayenne 
La reggenza del ducato di Mayenne da parte dei Gonzaga ebbe inizio nel 1621 con Carlo, figlio di Caterina di Mayenne, che ricevette il titolo dal fratello Enrico di Mayenne, morto nel 1621 senza discendenti.
| 1621-1631 | Carlo      | (1609-1631) |
| 1631-1632 | Ferdinando | (1610-1632) |
| 1632-1654 | Carlo II   | (1629-1665) |

Nel 1654: Carlo II vendette il ducato di Mayenne al cardinale Mazzarino.

### Gonzaga dei principati minori
Oltre al ramo più importante di Mantova si ebbero numerosi rami minori, che però godettero di completa autonomia rispetto al ramo principale, essendo investiti direttamente dall'imperatore. Sino alla prima metà del XIV secolo i signori di Mantova governarono unitariamente il loro stato. La prima scissione si ebbe a opera di Feltrino Gonzaga, che diede inizio al ramo cadetto di Novellara (1371). Una successiva divisione venne effettuata alla morte nel 1444 di Gianfrancesco Gonzaga e di Ludovico III Gonzaga nel 1478. La dinastia configurò due tipi di territorio: il "Mantovano nuovo", al quale appartennero tutti i territori situati ai confini del loro stato e il "Mantovano vecchio", l'antico territorio comunale della città di Mantova. I Gonzaga, nel tempo, non giunsero mai alla unificazione di tutti i loro domini in quanto considerarono le terre di confine come terre minori, appannaggio dei rami minori della casata.

## Araldica gonzaghesca

### Armoriale
La dinastia dei Gonzaga, durante la loro lunga storia, mutò lo stemma diverse volte.

Con la presa del potere nel 1328, Ludovico I innalzò un semplice stemma a fasce orizzontali nere e oro. Con la nascita del marchesato, dal 1433 compaiono per la prima volta nello stemma le aquile imperiali a "volo abbassato" e la croce patente rossa, simbolo dal XII secolo del comune di Mantova o dei Cavalieri templari, mentre lo scudo originario rimase al centro, ma di dimensione più piccola.

Stemma dei Corradi-Gonzaga sino al 1328
Primo stemma dei Gonzaga, dal 1328 al 1389
Stemma di Francesco I, dal 1394 al 1433
Le armi della famiglia Gonzaga a partire dal 1433 fino al 1510
Stemma di Francesco II, dal 1510 al 1519
Arma dei Gonzaga successiva al 1530
Stemma dei Gonzaga dal 1575
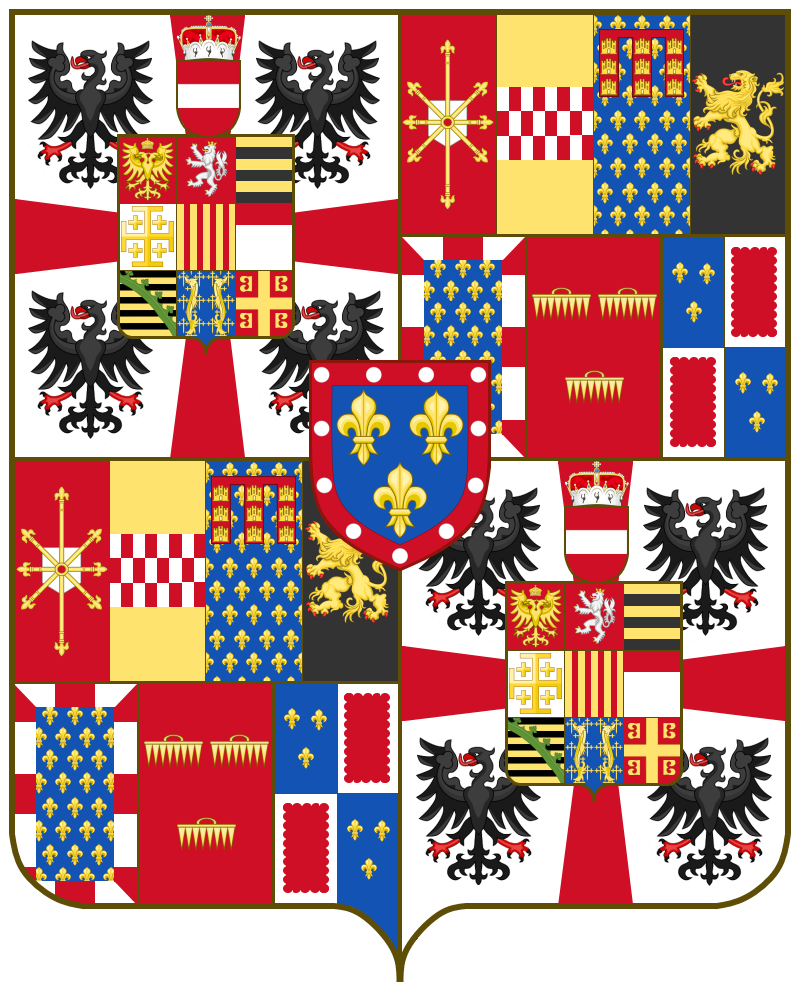
Stemma dei Gonzaga-Nevers dal 1627
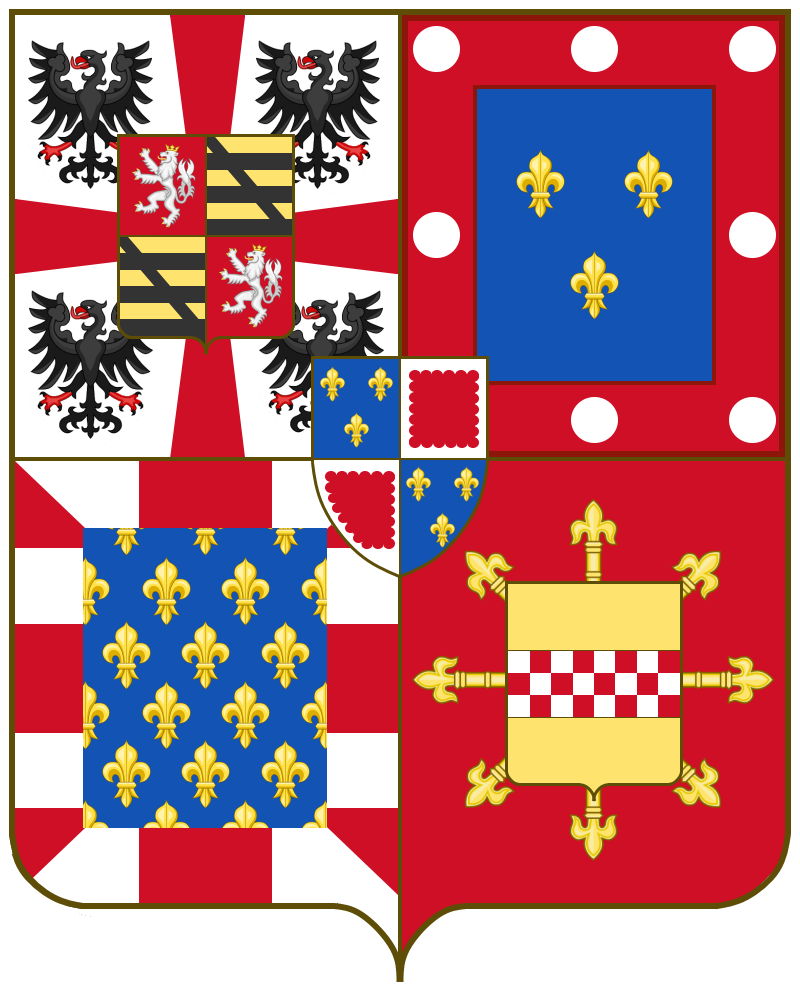
Stemma dei Gonzaga-Rethel
Stemma dei duchi di Mayenne
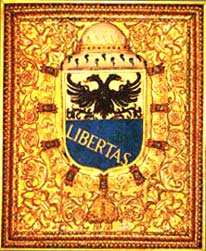
Stemma dei duchi di Sabbioneta
Stemma dei Gonzaga di Novellara 1650-1678
Stemma dei Gonzaga di Guastalla 1575-1630
Stemma dei duchi di Solferino
Stemma della Contea di Pomponesco 1593-1670
Stemma dei Guerrieri Gonzaga
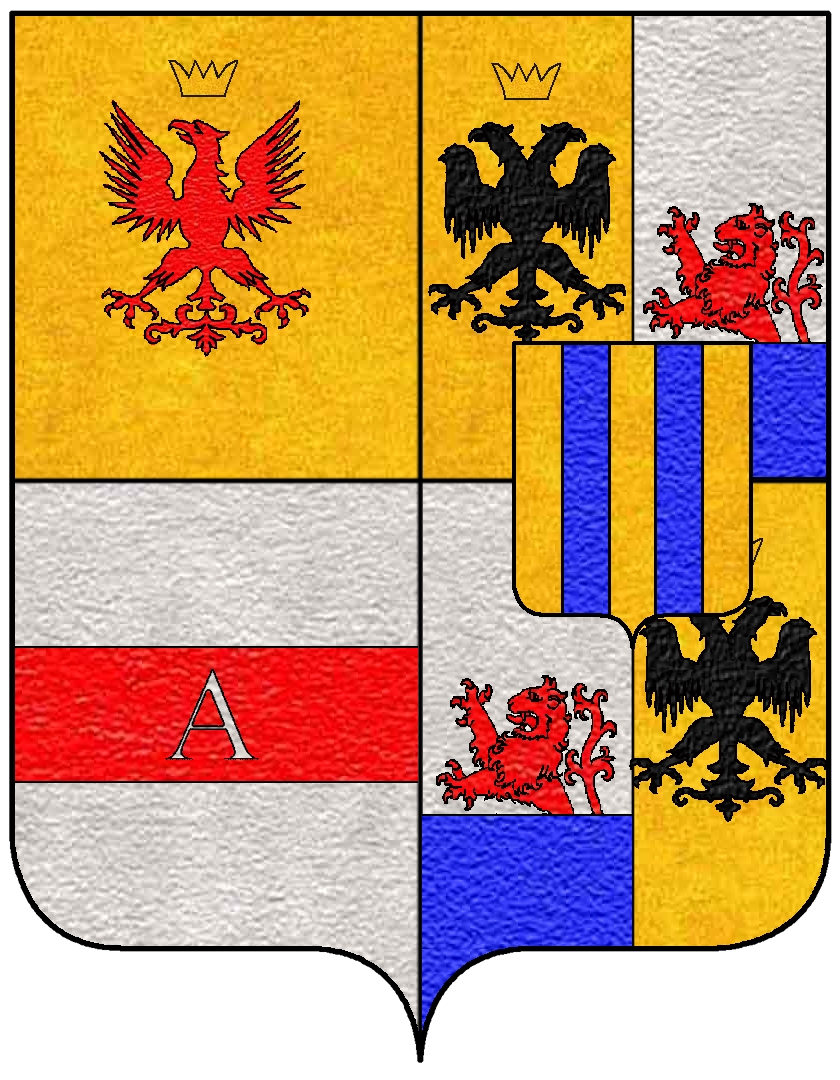
Stemma degli Arrivabene Valenti Gonzaga
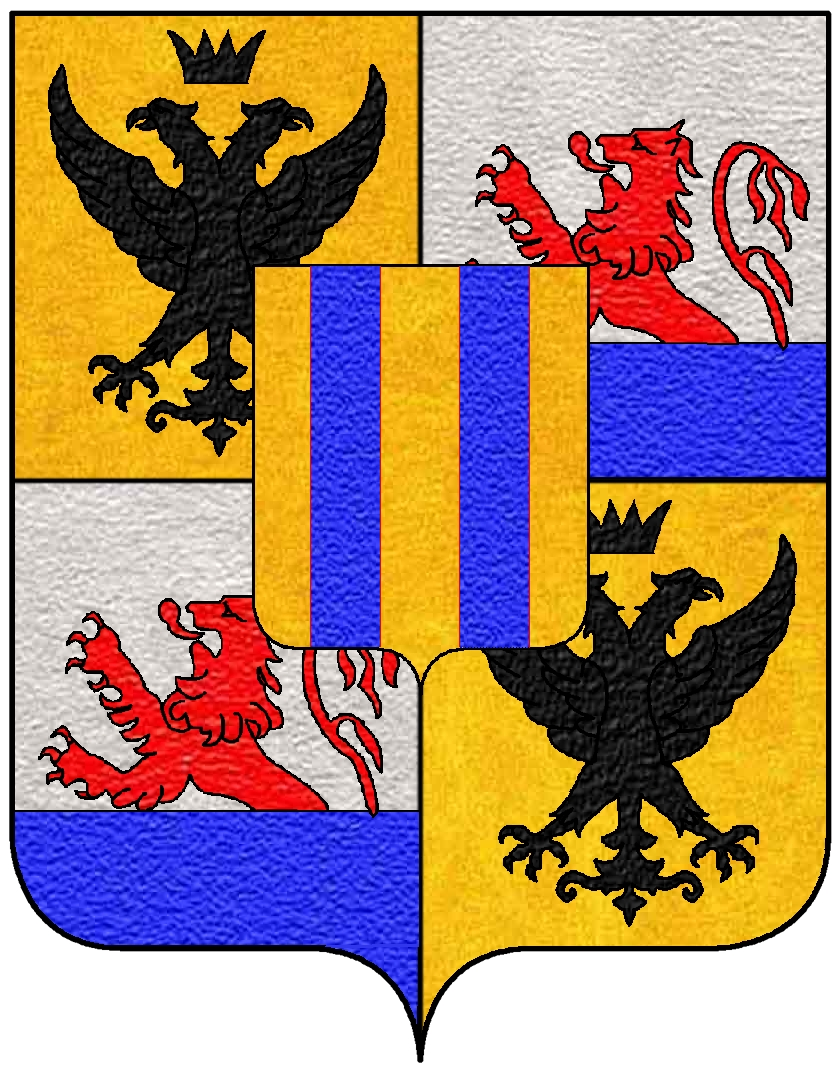
Stemma dei Valenti Gonzaga
Stemma dei Nembrini Gonzaga
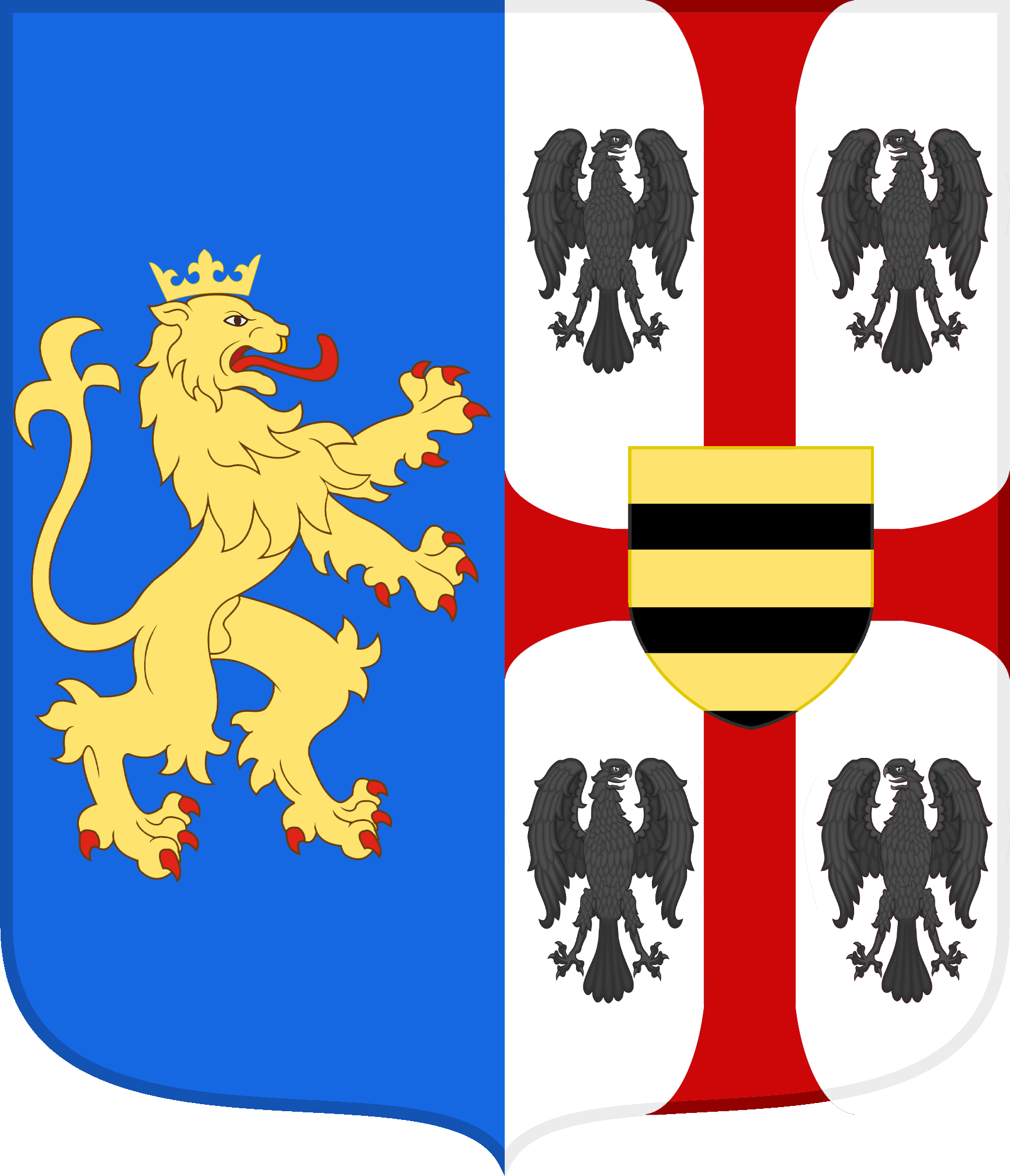
Stemma dei Catalano Gonzaga
Stemma Gonzaga-Myszkowscy
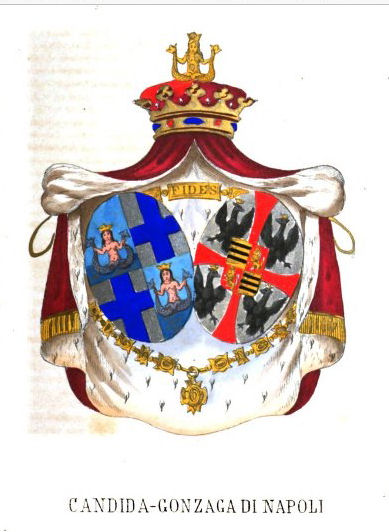
Stemma Candida-Gonzaga

### Imprese

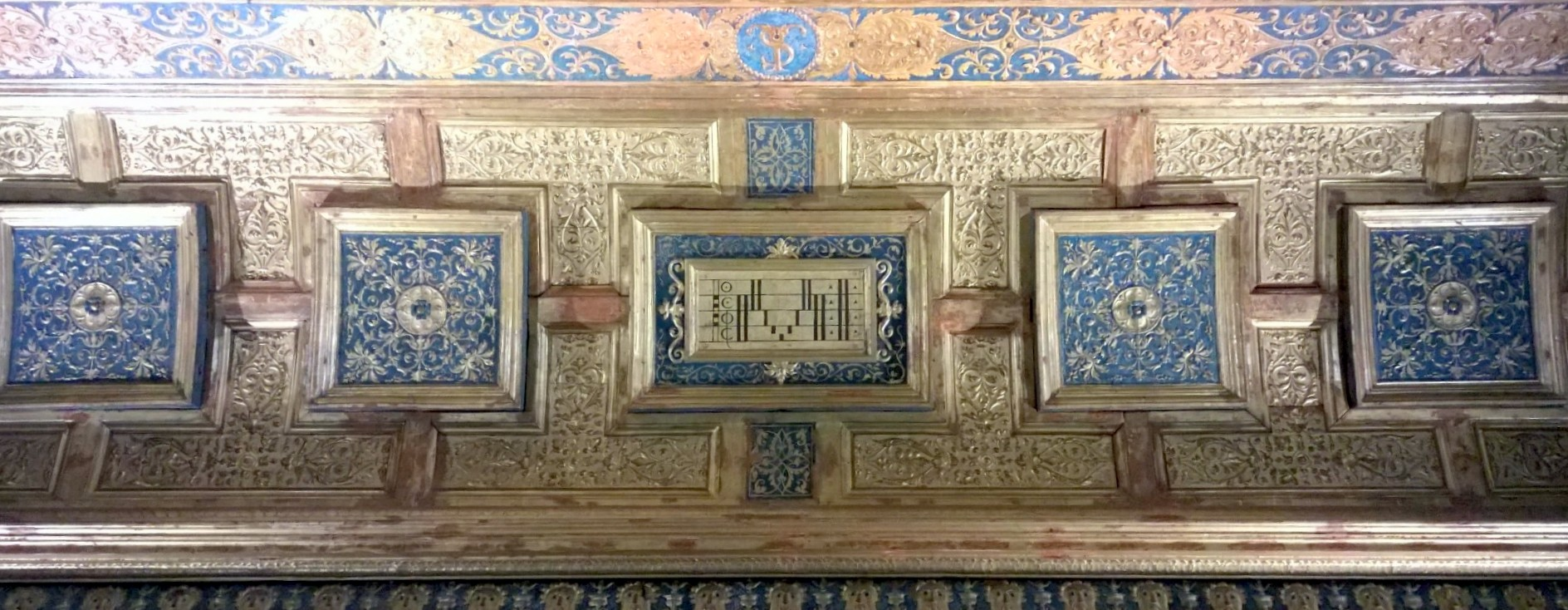
Mantova, Palazzo Ducale, studiolo di Isabella d'Este, impresa del pentagramma (al centro).

Molti importanti esponenti della casata utilizzarono le imprese come emblemi personali. Uno dei più antichi e misteriosi, scelto da Gianfrancesco Gonzaga, fu quello della calendula (o della margherita), seguito da quello della tortora, col motto Vrai amour ne se change, entrambe riprese anche da Ludovico III. Così pure il sole raggiato, accompagnato anche dal motto Per un dexir e lo scoglio con diamante, accompagnato dal motto AMUMOK, appartenne al secondo marchese di Mantova. Francesco II adottò l'impresa della museruola, col motto Cautius. Francesco II adottò il crogiolo, presente anche in molte volte della sua residenza di città di palazzo San Sebastiano, e la cervetta. Isabella d'Este fece uso del pentagramma, presente in un soffitto del suo studiolo, del numero romano XXVII, dell'impresa Alfa e Omega, dell'impresa del candelabro e della frase latina Nec spe nec metu. Federico II Gonzaga, primo duca di Mantova, predilesse la salamandra, accompagnata dal motto Quod huic deest me torquet, che campeggia in molti affreschi di Palazzo Te e l'impresa del monte Olimpo, col motto FIDES. Vincenzo I adottò una mezzaluna sormontata dal motto SIC, che starebbe a significare Sic illustrior crescam, oppure Sanguis Iesu Christi.

## I Gonzaga e l'arte

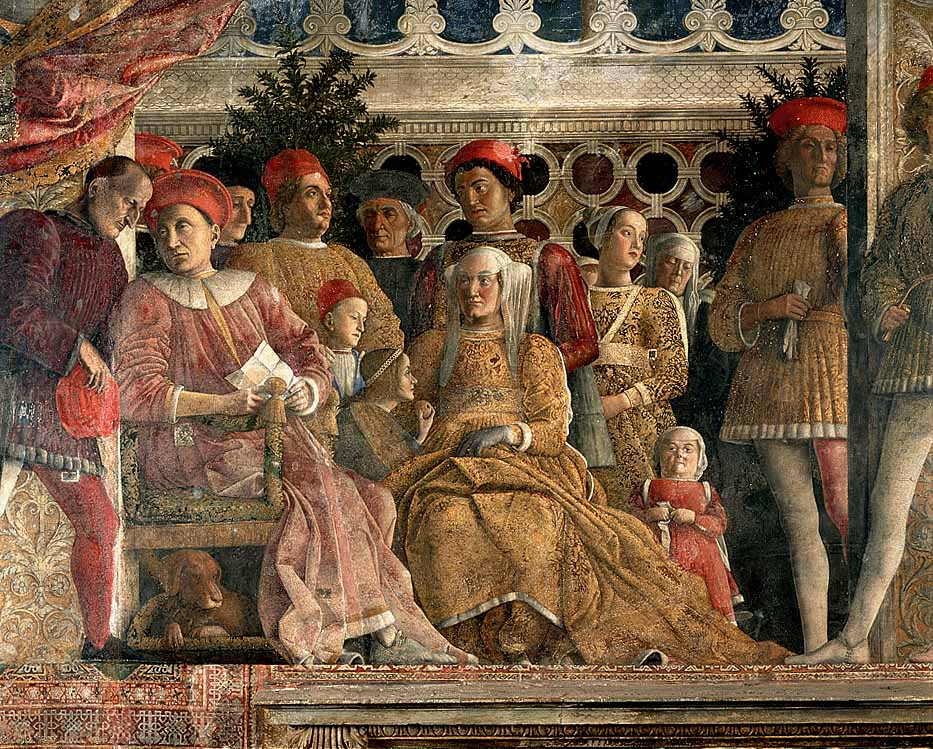
La corte di Ludovico III (Andrea Mantegna, Camera degli Sposi, Mantova, 1465-1474).

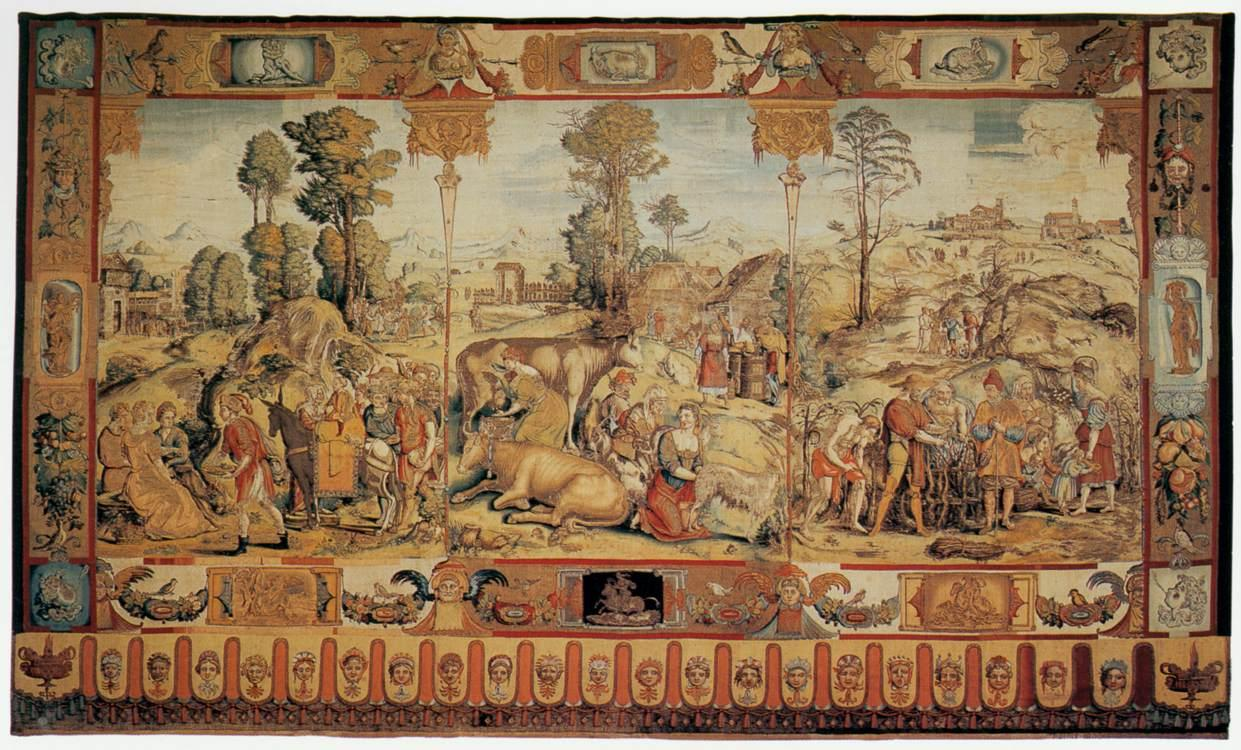
Arazzo di Nicolas Karcher, I mesi dell'anno - Marzo, aprile, maggio, Galleria degli Uffizi, 1552

### Le collezioni dei Gonzaga
I Gonzaga non furono solo collezionisti di importanti opere d'arte. Essi si occuparono anche dell'allevamento di cavalli (i "berberi mantovani"), a scopo di divertimento e per le guerre, sin dal XV secolo. Molti di questi animali furono immortalati da diversi pittori nelle sale dei loro palazzi (tra queste la Sala dei Cavalli in Palazzo Te).
La famiglia fu famosa per la ricchezza di libri contenuti nelle loro biblioteche, molti dei quali trattavano di zoologia e di botanica. I Gonzaga costruirono dei veri propri giardini zoologici all'interno delle loro corti dove, grazie ai favori che godevano con le famiglie potenti dell'epoca, erano presenti struzzi, leoni, falconi e cani da caccia. I signori di Mantova possedevano anche libri miniati, medaglioni romani e zanne di elefante. Isabella d'Este collezionò anche conchiglie, rami di corallo e denti di pesci rari. Suo figlio Federico II, richiese a mercanti stranieri un leopardo per essere addestrato alla caccia, una mangusta per uccidere i serpenti e diversi alligatori.
I Gonzaga già nel Quattrocento curarono la bellezza dei loro palazzi anche con giardini. Il Giardino dei Semplici di Palazzo Ducale alla fine del Cinquecento venne affidato dal duca Ferdinando Gonzaga alle cure del botanico fra' Zenobio Bocchi, che lo coltivò seguendo i dettami dello zodiaco, scoprendo il potere delle erbe officinali e la distribuzione delle essenze vegetali secondo i criteri della medicina astrologica del tempo.
Furono collezionisti di minerali e di rare pietre preziose, diamanti, zaffiri, ametiste, perle, smeraldi e bolo armeno.
Simbolo di potere e ricchezza, nel Cinquecento i tre figli del marchese Francesco II Gonzaga e di Isabella d'Este Federico II, Ercole e Ferrante commissionarono importanti arazzi. I manufatti, di grandi dimensioni, vennero realizzati in massima parte nelle Fiandre e in Italia da arazzieri fiamminghi.
Molte di queste collezioni vennero vendute a partire dal 1620 e depredate e distrutte durante il sacco di Mantova del 1630.

### LaCeleste Galeria

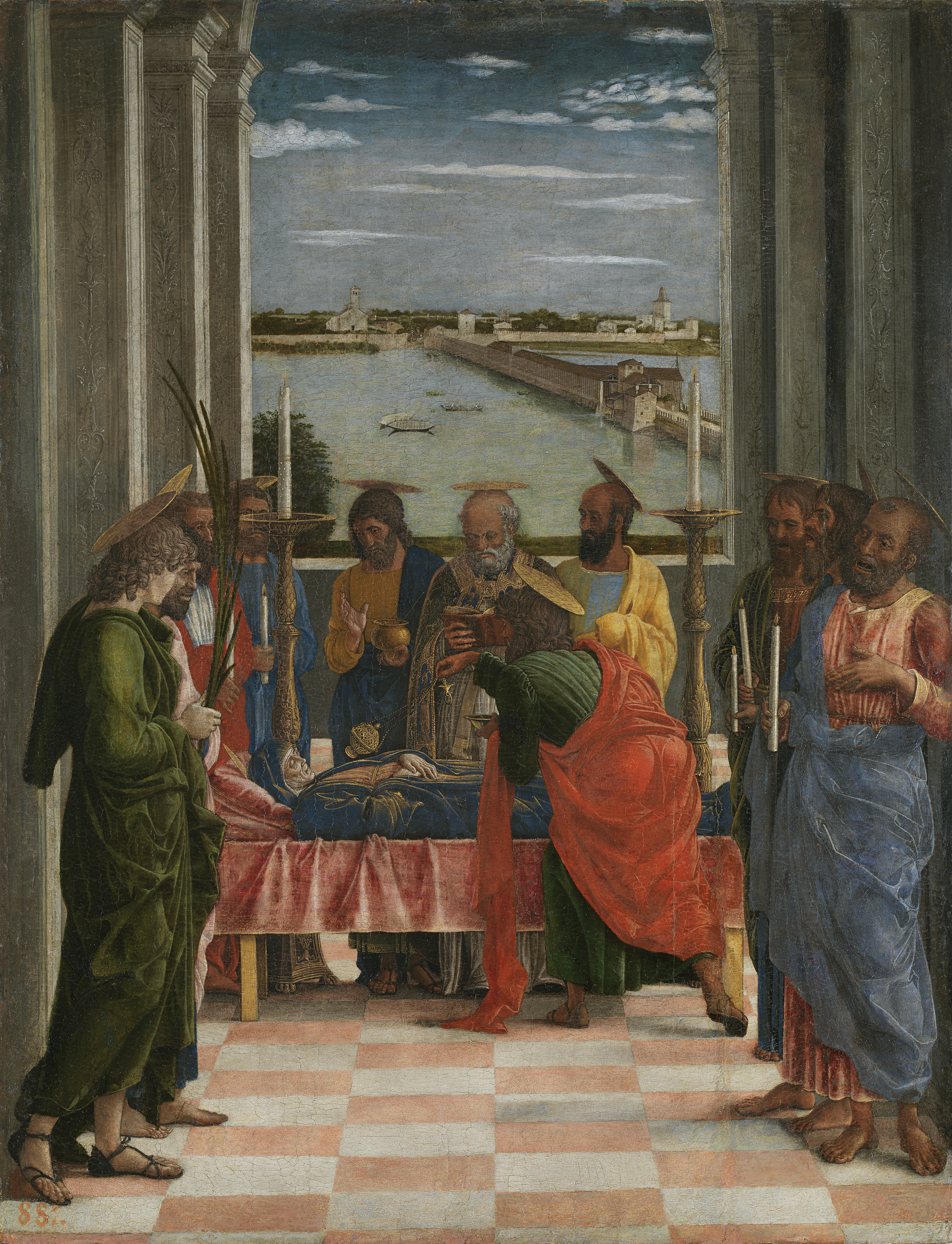
Andrea Mantegna, Morte della Vergine, 1462. (Madrid, Museo del Prado). Sullo sfondo il Ponte di San Giorgio di Mantova.

I Gonzaga sostennero e patrocinarono numerosi artisti al fine di dare lustro alla propria casata; furono importanti collezionisti di opere d'arte, secondi solo ai papi e ai Medici. I dipinti e gli oggetti erano esposti soprattutto nel Palazzo Ducale di Mantova, configurandosi come un vero e proprio museo nel museo.
Ferdinando Gonzaga, rientrando da Roma nel 1612 in occasione della sua nomina a sesto duca di Mantova, trovò nei palazzi dotazioni artistiche ricchissime, che necessitavano di un lavoro di catalogazione. Si occupò personalmente del riordino, della catalogazione e della collocazione degli oggetti d'arte. La famiglia poteva vantare il museo più importante d'Europa, con 20.000 oggetti preziosi e 1.800 quadri degli artisti più prestigiosi.
Nonostante la sua passione per l'arte, poco tempo prima di morire, Ferdinando, per cercare di ripianare almeno in parte una situazione debitoria ormai disastrosa, aveva avviato contatti per la vendita di una parte della celebre collezione di opere d'arte accumulata negli anni dalla famiglia.
L'alienazione venne conclusa dai suoi successori, iniziando dal fratello Vincenzo II, che vendette al re d'Inghilterra Carlo I circa 150 quadri e cento statue per una cifra elevata (30.000 sterline dell'epoca, la più costosa acquisizione di opere d'arte della Casa Reale inglese), ma considerata relativamente bassa per la qualità delle opere interessate.
La devastazione più grande alla collezione venne però operata nel 1630 dai lanzichenecchi, che misero in ginocchio Mantova con saccheggi e distruzioni. La Celeste Galeria non esisteva più.

### I ritratti gonzagheschi della collezione di Ambras

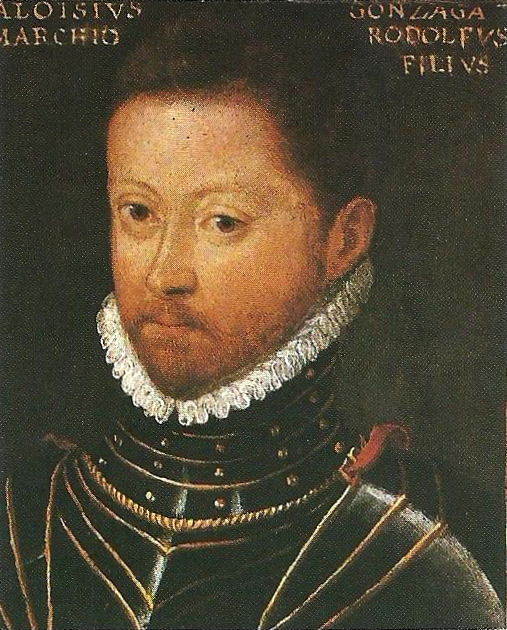
Ritratto di Aloisio Gonzaga, marchese di Castel Goffredo, nella collezione di Ambras.

Una serie di ritratti in miniatura di esponenti della famiglia Gonzaga è custodita nel Kunsthistorisches Museum di Vienna.
Essa prende nome e proviene dal castello di Ambras di Innsbruck, in Austria e fu voluta da dall'arciduca Ferdinando II d'Austria, noto collezionista di ritratti e di armature. La pinacoteca venne incrementata dalla seconda moglie del nobile, Anna Caterina Gonzaga, figlia del duca di Mantova Guglielmo.
La raccolta presenta sia personaggi appartenuti al ramo principale che rappresentanti dei rami cadetti della dinastia. Dei trentatré ritratti, eseguiti da pittori di corte, cinque appartengono alla linea primogenita (tra i quali Guglielmo e Vincenzo Gonzaga), sei della linea di Guastalla, quattro della linea di Vescovato, otto della linea di Sabbioneta e Bozzolo, cinque del ramo di Luzzara e cinque del ramo di Castel Goffredo, Castiglione e Solferino.

### Fasti gonzagheschi
Sono un ciclo di dipinti eseguito da Jacopo Robusti, detto il Tintoretto, con il contributo della sua bottega. L'opera è volta alla celebrazione dinastica della gesta dei Gonzaga ed in particolare delle imprese militari realizzate tra il XV e il XVI secolo da vari membri della casata.
La serie di dipinti fu commissionata al Tintoretto dal duca di Mantova Guglielmo Gonzaga per la decorazione di alcuni nuovi ambienti che lo stesso duca aveva fatto aggiungere al Palazzo ducale. La commissione al pittore veneziano si articolò in due tranche: vennero dapprima commissionati, nel 1578, quattro teleri destinati ad una prima sala della nuova parte della residenza ducale (Sala dei Marchesi), cui seguì una seconda ravvicinata ordinazione, nel 1579, relativa alle ulteriori quattro grandi tele del ciclo, che vennero collocate in un'altra stanza della reggia mantovana (Sala dei Duchi).
I Fasti gonzagheschi rimasero a Mantova fino ad inizio Settecento, quando furono portati a Venezia da Ferdinando Carlo di Gonzaga-Nevers, decimo e ultimo duca, durante la sua fuga dalla capitale ducale. Nel 1708 i teleri del Robusti furono acquistati dall'Elettore di Baviera Massimiliano Emanuele, prendendo così la volta della capitale bavarese per infine confluire nelle raccolte della Alte Pinakothek.

## Gli Ordini cavallereschi
A testimonianza della loro grande fede religiosa, i Gonzaga istituirono numerosi ordini cavallereschi:
- Ordine del Cordone Giallo, istituito da Ludovico Gonzaga-Nevers nel 1580;
- Ordine militare del Sangue di Gesù Cristo, istituito da Vincenzo I Gonzaga nel 1608;
- Ordine della Milizia Cristiana, istituito da Carlo I di Gonzaga-Nevers nel 1619;
- Ordine della Immacolata Concezione, istituito da Ferdinando Gonzaga nel 1623:
- Ordine delle dame di Maria Elisa, istituito da Alessandro Gonzaga, principe di Castiglione nel 1847.

## Le zecche dei Gonzaga

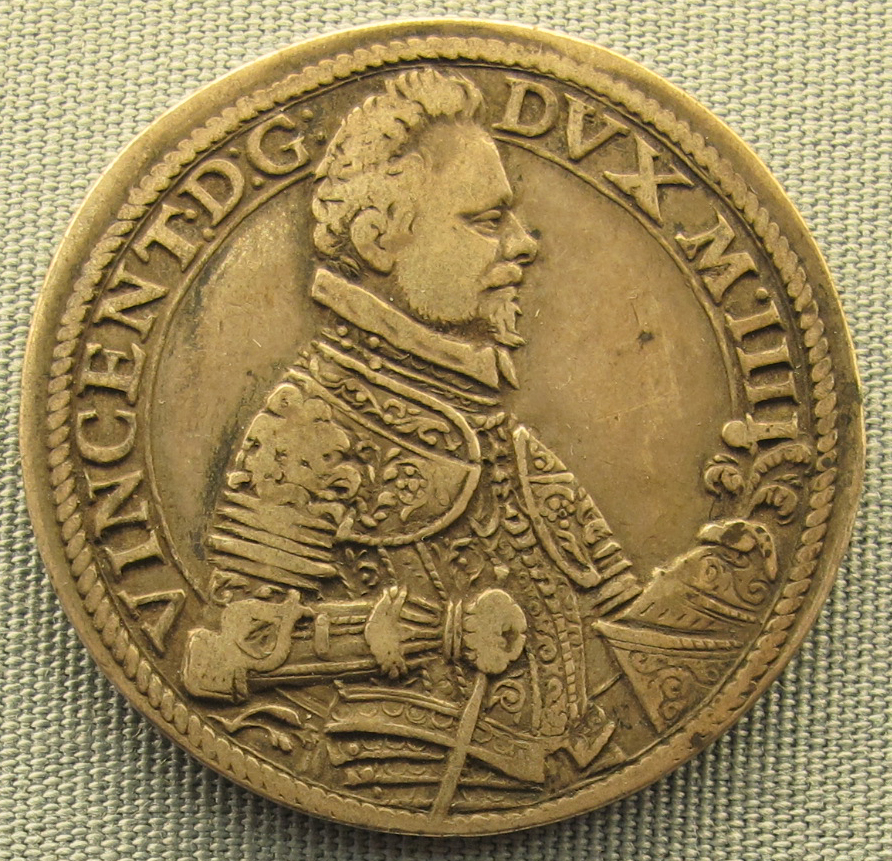
Ducatone di Vincenzo I Gonzaga, 1595.

Anche i Gonzaga, al pari di tutte le più importanti dinastie europee, ebbero il privilegio di battere moneta. Dopo la cacciata dei Bonacolsi i primi signori di Mantova a battere moneta furono Luigi Gonzaga e il figlio Guido (1328-1369). Ludovico III Gonzaga nel 1444 vide invece per primo il proprio ritratto coniato su una moneta e, seguendo il prestigio e l'importanza delle casate più importanti, iniziò la coniazione di monete auree. Nella prima metà del Cinquecento iniziò a operare anche la Zecca di Casale Monferrato, in occasione del matrimonio di Federico II Gonzaga con Margherita Paleologa (1531). Con la decadenza della dinastia nel 1626, regnante Vincenzo II e la perdita di potere politico, anche la Zecca di Mantova entrò in declino. L'ultimo esponente a battere moneta fu il decimo e ultimo duca Ferdinando Carlo di Gonzaga-Nevers, cacciato per fellonia da Mantova nel 1708.
Dalla metà del Cinquecento in poi nel territorio dello Stato gonzaghesco nacquero le "zecche minori" di Bozzolo, Castiglione, Guastalla, Novellara, Pomponesco, Rodigo, Sabbioneta, San Martino e Solferino.

## La cucina dei Gonzaga

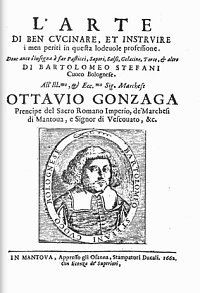
Frontespizio del volume L'arte di ben cucinare di Bartolomeo Stefani.

I Gonzaga sono anche ricordati per l'arte della cucina, definita da molti “di principi e di popolo”, perché hanno saputo coniugare piatti tipicamente popolari (esempio, la polenta fritta spolverata di zucchero) con piatti decisamente più elaborati, vanto dei numerosissimi cuochi che si sono alternati alla loro corte. Essi hanno saputo lasciare un'impronta nella gastronomia italiana, data dai prodotti ricavati dalla fertilità della loro terra (grano e riso soprattutto) e dall'importanza delle loro corti.
Il fasto della cucina gonzaghesca seguì di pari passo il declino della famiglia.

## Le ragioni del successo dei Gonzaga

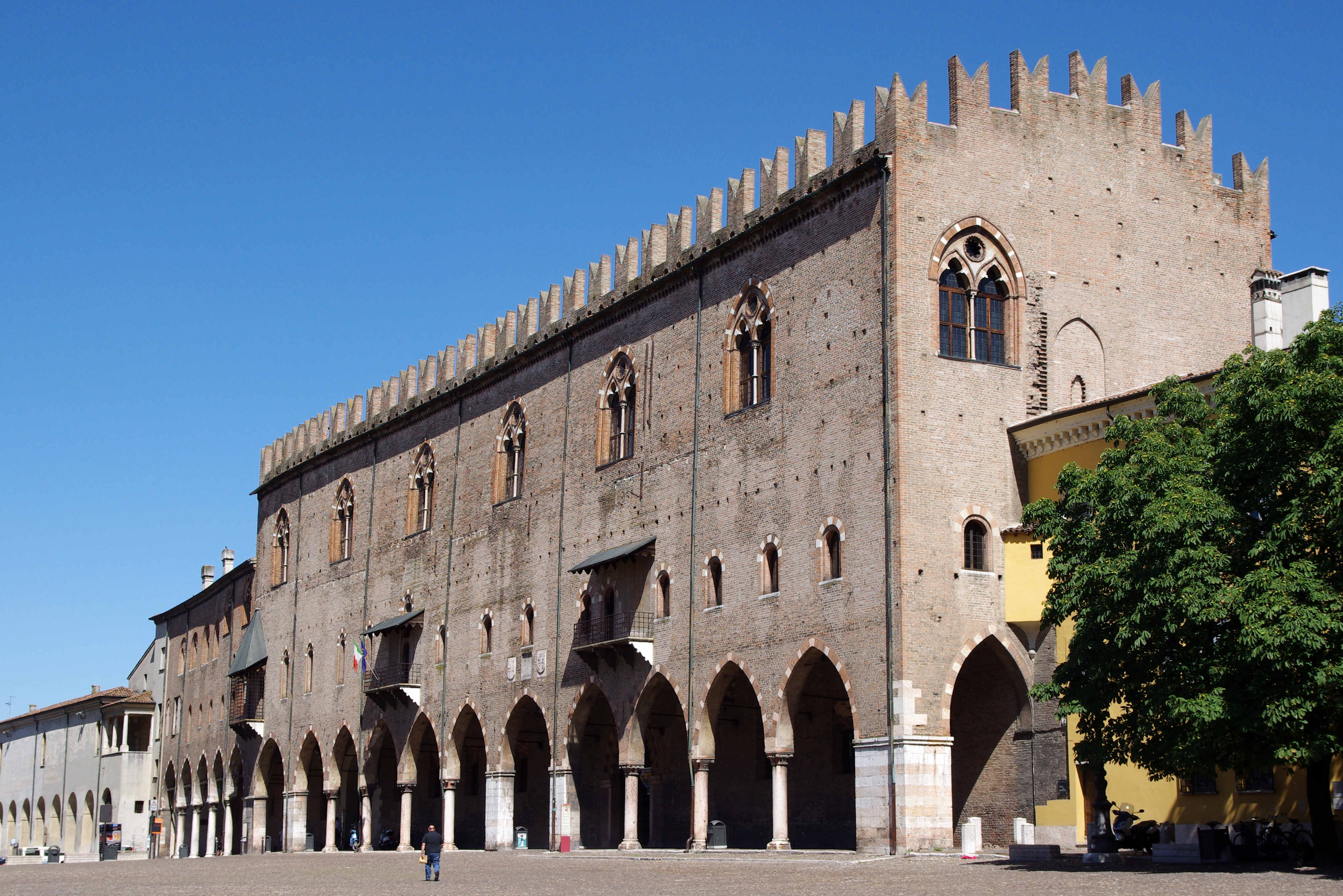
Mantova, Palazzo Ducale, reggia dei Gonzaga.

I motivi che portarono la famiglia Gonzaga a primeggiare per 400 anni si possono riassumere in alcuni fattori chiave.
- La ricchezza

I Corradi-Gonzaga, al momento del loro insediamento nella città di Mantova, potevano contare su un ingente patrimonio. Disponevano infatti di circa 25.000 biolche di terra, la maggior parte coltivata a grano e, agl'inizi del Cinquecento, le loro terre erano circa un decimo di tutto il ducato mantovano. Alla morte del duca Guglielmo, si scoprì la sua fortuna colossale, costituita anche da due milioni di monete d'oro. Grazie ai Gonzaga, Mantova divenne una città ricchissima, assai popolosa e all'avanguardia nelle arti e nella cultura rinascimentale, al pari di Venezia, Firenze e Roma.
- I commerci con Venezia

Le ingenti coltivazioni di grano prodotte nelle campagne gonzaghesche permettevano alla famiglia Gonzaga scambi commerciali con l'altrettanto ricca Repubblica di Venezia dei dogi, il cui ricavato veniva reinvestito nella città lagunare.
- Abili politici

La politica dei Gonzaga fu una tenace e accorta difesa di un continuo equilibrio tra le potenze confinanti: Repubblica di Venezia, Milano, Ferrara e i possedimenti pontifici. Contarono sulla presenza di ambasciatori, il più famoso dei quali fu Baldassarre Castiglione, presso tutte le corti d'Europa.
- Le politiche matrimoniali

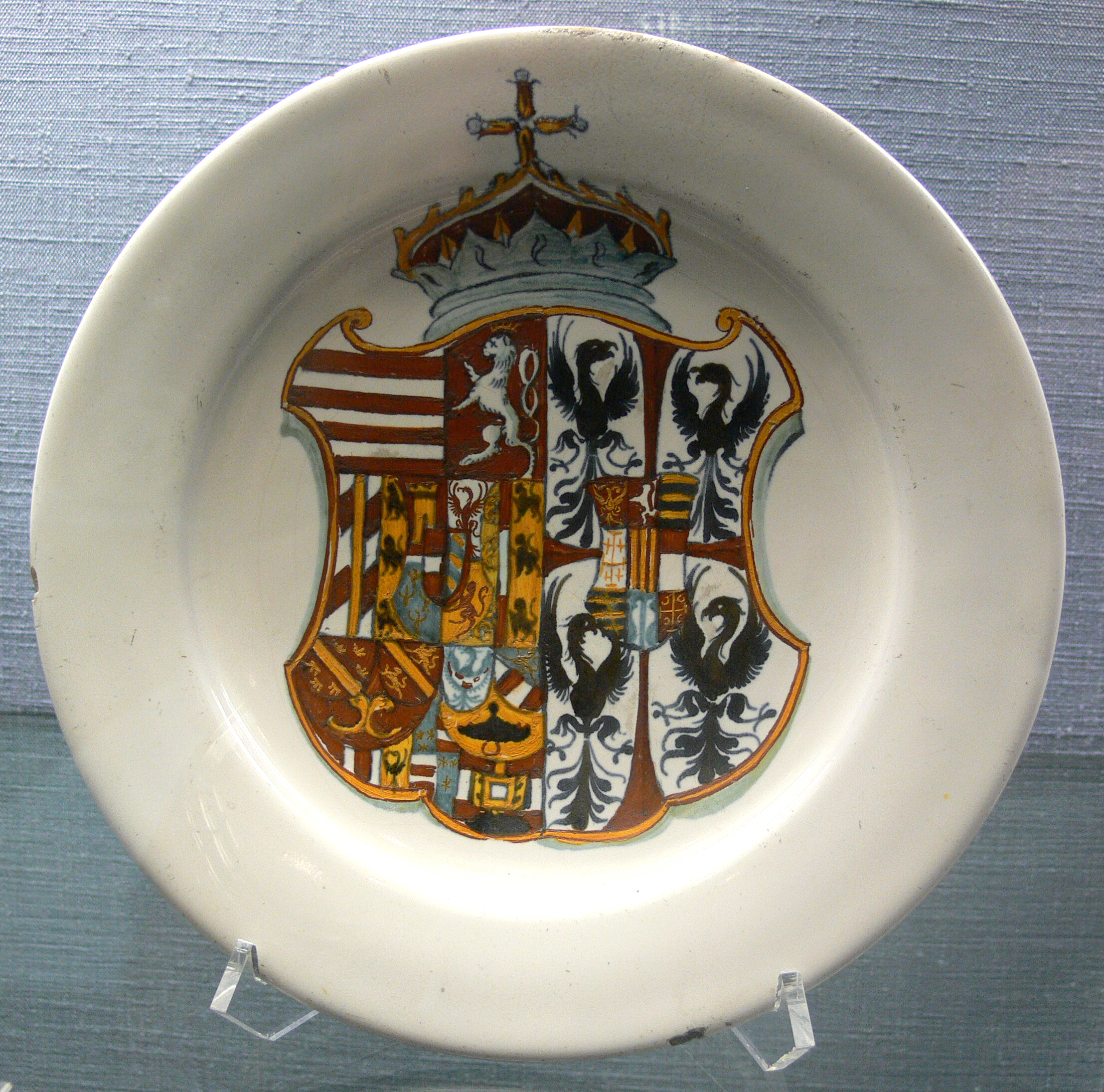
Piatto con armi di alleanza d'Asburgo/Gonzaga, 1582-1595, Museo delle Arti Decorative di Berlino, inv. No F 824B

Grazie alla ricchezza familiare ma anche un'intelligente politica matrimoniale, i Gonzaga riuscirono a rinsaldare i rapporti con l'Impero (Hohenzollern), la Spagna (D'Avalos), il Mezzogiorno d'Italia (Carafa, Caracciolo, Pignatelli) e con le famiglie più in vista del tempo (Borromeo, Gambara, Malaspina, Este, Bentivoglio, Malatesta, Ordelaffi, Orsini, Colonna, Medici, da Montefeltro, Paleologo).

I signori di Mantova furono alla guida di un complesso di piccoli Stati regionali che si estendevano dal Nord Italia alla Francia, al meridione d'Italia.
- Le parentele imperiali

Le accorte politiche matrimoniali dei Gonzaga permisero di stringere parentele anche con la casa imperiale.

-Gianfrancesco Gonzaga aumentò il prestigio della casata volendo come sposa nel 1433 per il primogenito Ludovico la nobile tedesca Barbara di Brandeburgo, nipote dell'imperatore Sigismondo.

-Francesco III Gonzaga sposò nel 1549 la nipote di Carlo V, Caterina d'Austria, figlia dell'imperatore Ferdinando I e Guglielmo Gonzaga nel 1561 prese in sposa un'altra figlia dell'imperatore, Eleonora.

-Anna Caterina Gonzaga, nel 1582, andò in sposa a Ferdinando II d'Austria, secondo figlio maschio di Ferdinando I.

-Eleonora Gonzaga divenne imperatrice del Sacro Romano Impero sposando nel 1622 Ferdinando II e sua nipote Isabella Clara d'Austria si unì in matrimonio nel 1649 con Carlo II di Gonzaga-Nevers.

-Le parentele imperiali terminarono con il matrimonio celebrato nel 1651 tra Ferdinando III ed Eleonora Gonzaga-Nevers, che divenne la seconda imperatrice della casata dei Gonzaga.
- Grandi mecenati

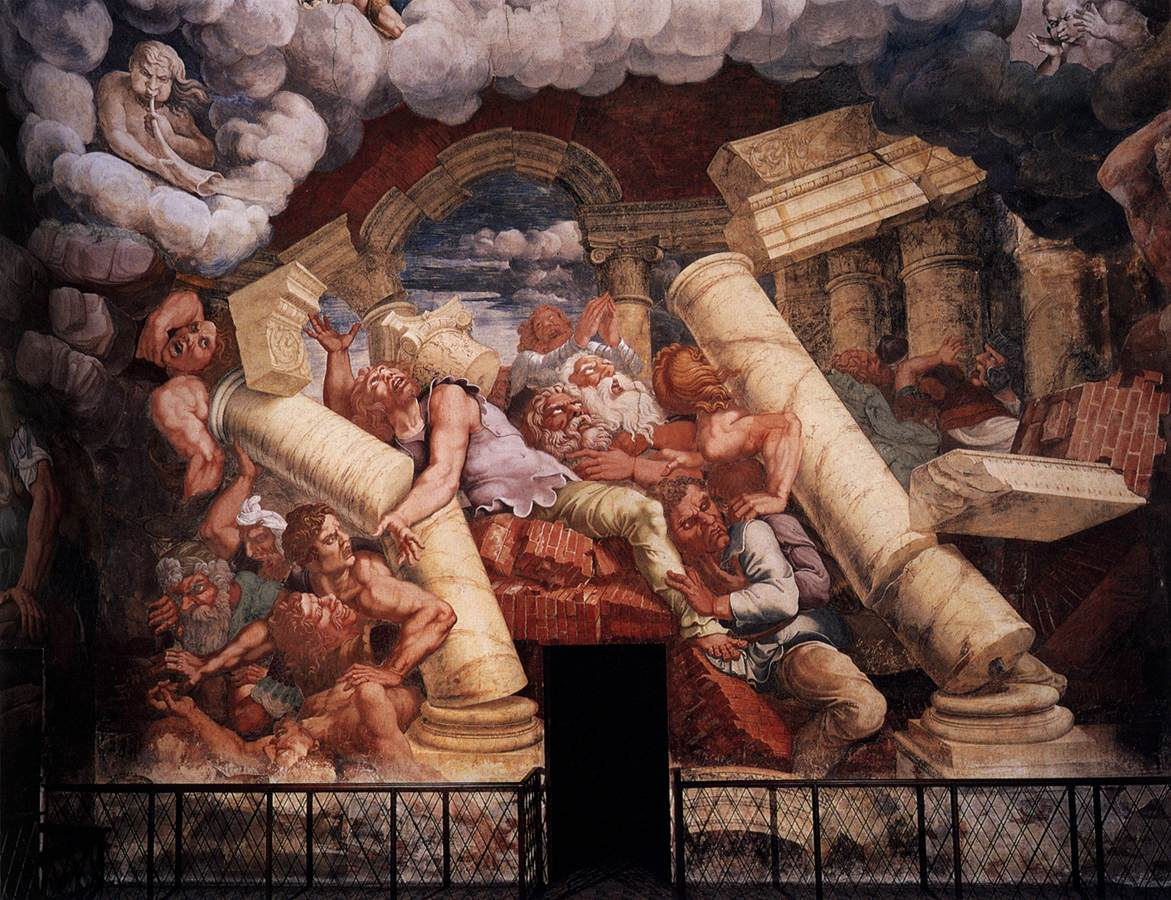
Giulio Romano, Sala dei Giganti, Mantova, Palazzo Te.

I Gonzaga furono dei mecenati illuminati che riuscirono ad attirare in varie epoche presso la loro corte alcuni tra i più grandi artisti italiani ed europei. Con Ludovico III, Andrea Mantegna fu nominato pittore di corte e Leon Battista Alberti iniziò l'edificazione della Basilica di Sant'Andrea. Con Isabella d'Este, marchesa consorte di Francesco II, nel 1490, fece di Mantova uno dei più grandi centri del collezionismo d'arte. Con Federico II, Giulio Romano costruì Palazzo Te. Vincenzo I fu uno dei più importanti collezionisti del tempo e Rubens accettò l'incarico di pittore di corte, conservando tale carica fino alla fine del suo soggiorno italiano. Ferdinando accolse alla sua corte il pittore fiammingo Van Dyck, Domenico Fetti, Carlo Saraceni e Francesco Albani, che decorò per il duca Villa Favorita.
- Cardinali e vescovi

La dinastia poté contare anche sulla influenza nel casato di 14 cardinali e di 13 vescovi, cinque dei quali nella sola diocesi di Mantova. Già nel 1418 Gianfrancesco Gonzaga ospitò a Mantova per alcuni mesi papa Martino V e Ludovico nel 1459 ospitò per otto mesi papa Pio II in occasione del concilio, che pose Mantova al centro dell'Europa. Il cardinale Ercole Gonzaga, nel conclave del 25 dicembre 1559, per solo cinque voti non divenne papa.
- Le condotte militari

Le fortune della famiglia furono legate anche alle condotte militari, inaugurate con Gianfrancesco Gonzaga, primo marchese di Mantova, nel 1410. Militando come capitano prima sotto le bandiere di Venezia e poi di Milano, egli ampliò i confini dello stato gonzaghesco con i territori che ricevette in cambio dei propri servizi militari. La sopravvivenza del piccolo stato si legava fortemente alla sua capacità di offrire forze e competenze militari alle potenze maggiori in cambio di protezione.
- Gli Ebrei

La comunità ebraica di Mantova sorse intorno all'anno 1145. I Gonzaga incoraggiarono l'immigrazione ebraica in tutto il loro stato, finalizzata anche a ottenere immediati interessi economici dai banchieri ebrei esercitanti, tramite i banchi feneratizi, il prestito di denaro a interesse. Ebbero notevoli aiuti nei momenti di crisi ricevendo cospicui prestiti che spesso non venivano restituiti.
- Feudo imperiale

La definitiva consacrazione gonzaghesca, feudo del Sacro Romano Impero dal Medioevo, si ebbe al tempo del ducato, quando l'imperatore Carlo V concesse il titolo di duca a Federico II Gonzaga nel 1530.

## Decadenza dei Gonzaga

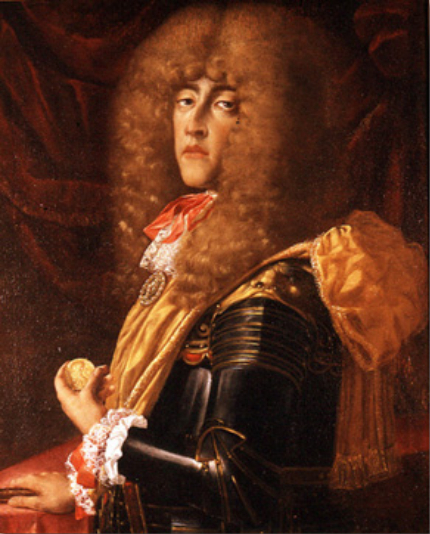
Ferdinando Carlo di Gonzaga-Nevers, ultimo duca di Mantova (Frans Geffels).

Con Vincenzo I iniziò il declino della famiglia Gonzaga.
Il quarto duca di Mantova, a differenza del padre Guglielmo, volle creare una corte sfarzosa e andò incontro a spese ingenti per le imprese militari contro i turchi e per la realizzazione della cittadella fortificata di Casale, ducato controllato dalla famiglia mantovana. Vincenzo si vide costretto ad aumentare le imposte a carico dei sudditi e a cedere molte terre creando dei feudi a favore di molte famiglie.
Le rendite della famiglia diminuirono sensibilmente con Ferdinando Gonzaga, VI duca di Mantova, tanto che, per ripianare parte dei debiti che la famiglia aveva contratto, iniziò la vendita della famosa collezione di opere d'arte accumulata dai Gonzaga nel tempo.
La situazione si aggravò ulteriormente con Vincenzo II Gonzaga, ultimo erede maschio del ramo principale di Mantova. Costui proseguì la vendita della collezione d'arte, la Celeste Galeria, al re d'Inghilterra Carlo I.
Al fine di assicurare la discendenza alla dinastia, morto Vincenzo II senza eredi, venne scelto Carlo I di Gonzaga-Nevers, nonostante il parere contrario dell'imperatore, che scatenò la Guerra di successione di Mantova e del Monferrato. L'avvento del ramo collaterale della famiglia nel 1627 resterà nella storia come il più brutto periodo della storia di Mantova.
La città nel 1629 venne assediata e saccheggiata da un esercito di lanzichenecchi, che diffusero anche la peste, e l'avvento di questo flagello decimò la stessa famiglia Gonzaga. Carlo I fu costretto ad abbandonare Mantova e rientrò solo nel 1631, chiedendo l'aiuto della Repubblica di Venezia per i beni di prima necessità.
Con l'avvento di Carlo II di Gonzaga-Nevers, inizialmente sotto la reggenza della madre Maria Gonzaga, il destino dei Gonzaga era oramai segnato.
L'ultimo duca, Ferdinando Carlo di Gonzaga-Nevers, succeduto nel 1665 nella guida di Mantova, ma poco incline a curare gli affari di Stato, fu accusato di fellonia e riparò a Padova dove morì nel 1708. Venne dichiarato decaduto dall'imperatore ed ebbe inizio la dominazione austriaca, terminando di fatto la dominazione gonzaghesca durata ininterrottamente per 400 anni. I diritti gonzagheschi sul ducato passarono ai Duchi di Guastalla (fedeli all'impero) che non riuscirono però a ottenere Mantova. Il duca Ferdinando Carlo aveva lasciato per testamento invece erede di tutti i suoi beni "liberi" (cioè privati) il duca di Lorena (come nipote di sua zia Eleonora Gonzaga, moglie dell'Imperatore Ferdinando III) il cui figlio divenne Imperatore come Francesco I e marito di Maria Teresa d'Austria, sovrana anche di Mantova.

## Edifici religiosi e luoghi di sepoltura dei Gonzaga a Mantova

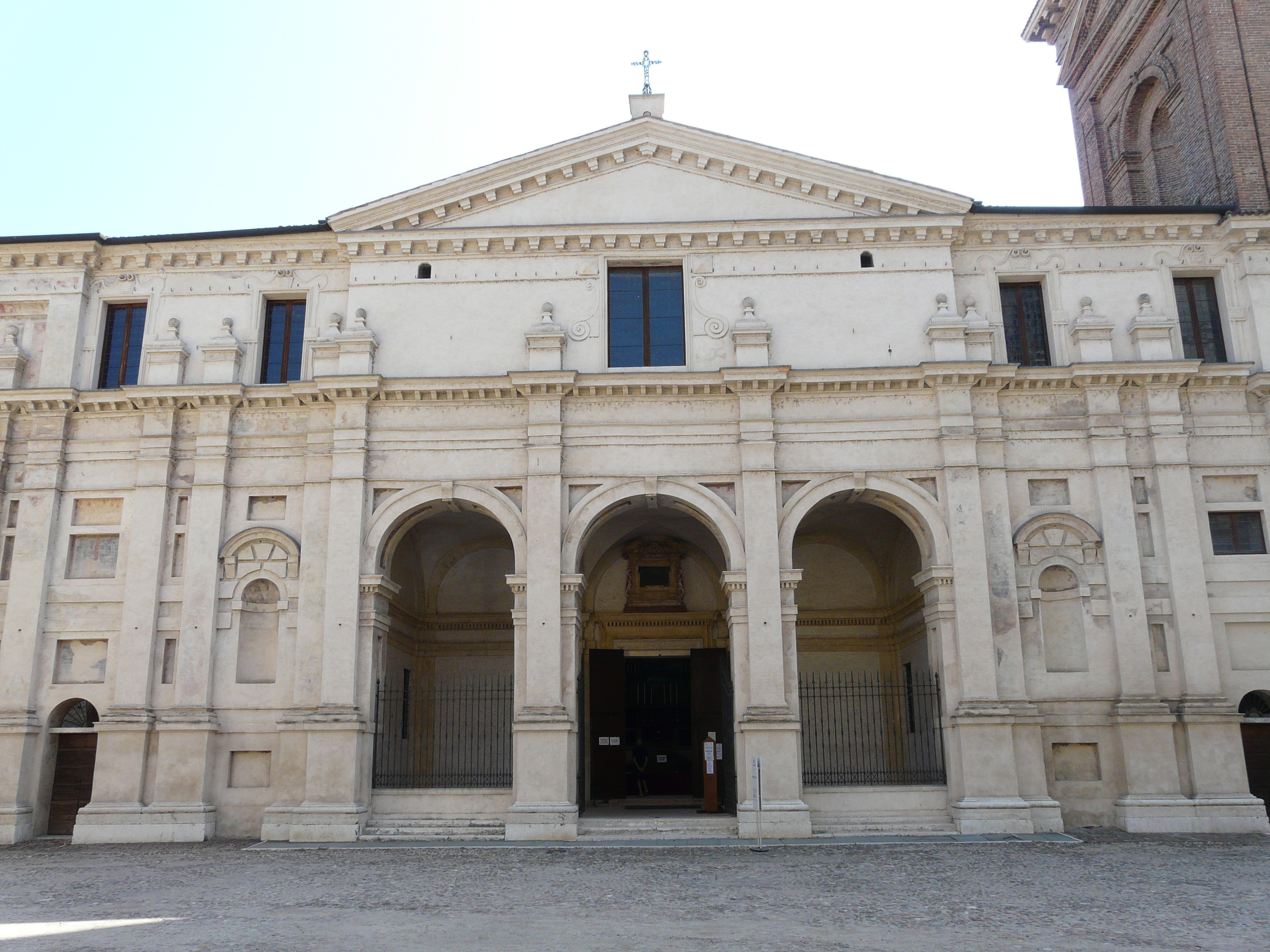
Mantova, Basilica palatina di Santa Barbara

Diversi furono i luoghi di culto voluti dai signori di Mantova, più per prestigio personale che per convinzioni religiose e molti vennero scelti dalla famiglia per le loro sepolture:
- Chiesa di San Francesco, cappella di San Ludovico, fu il primo mausoleo dei Gonzaga
- Santuario delle Grazie, voluto da Francesco I, fu anche luogo di sepoltura
- Chiesa di Santa Maria della Vittoria, voluta da Francesco II
- Chiesa di San Sebastiano, voluta da Ludovico III
- Chiesa di Santa Paola, voluta da Gianfrancesco, fu anche luogo di sepoltura
- Chiesa di Sant'Orsola, voluta da Margherita
- Basilica palatina di Santa Barbara, fatta erigere da Guglielmo, fu anche luogo di sepoltura
- Basilica di Sant'Andrea, voluta da Ludovico III, fu anche luogo di sepoltura
- Cattedrale di San Pietro, luogo di sepoltura

## Altre famiglie Gonzaga
Altre famiglie portarono il nome Gonzaga senza appartenere a nessun ramo della casata. Infatti i primi marchesi della famiglia Gonzaga erano soliti premiare i servitori più fedeli con la concessione di affiancare il cognome Gonzaga a quello originale. Alcune di queste famiglie sono ancora fiorenti nel XXI° secolo.
Per concessione:
- Arrivabene-Valenti Gonzaga, i cui esponenti furono i conti Carlo Arrivabene Valenti Gonzaga, deputato, e i figli Silvio e Giberto, entrambi senatori del Regno d'Italia;
- Bevilacqua-Gonzaga, con il marchese Antonio Bevilacqua;[135]
- Boschetti-Gonzaga, con il conte Giacomo Boschetti, per concessione nel 1494 di Francesco II Gonzaga;[136]
- Buzzaccarini-Gonzaga, con il marchese Antonio Buzzaccarini per concessione nel 1706 del duca Ferdinando Carlo;[137]
- Calvisani (Calvisano)-Gonzaga, con Giovanni Maria, capitano al servizio di Francesco II Gonzaga e perì nella battaglia di Fornovo;[138]
- Candida-Gonzaga,[139] con gli storici Antonio[140] e Berardo Candida Gonzaga;[141]
- Cauzzi-Gonzaga, con Francesco Cauzzi Gonzaga[142] ed Emilia Cauzzi Gonzaga, figlia naturale del V marchese Federico II;
- Fedeli-Gonzaga, con Marco Fedeli Gonzaga, vescovo di Mantova dal 1574 al 1583;
- Filangieri di Candida-Gonzaga, con Antonio Filangieri di Candida Gonzaga (1868-1916), figlio di Berardo Filangieri di Candida Gonzaga, che fu autorizzato con r.d. 15 dicembre 1859 a riassumere l'originario cognome Filangieri e ad aggiungere quello Gonzaga;[143]
- Gonzaga-Myszkowski, con Zygmunt Gonzaga Myszkowski, nobile polacco, che venne adottato nel 1597 dal duca Vincenzo Gonzaga;
- Guerrieri-Gonzaga, i cui esponenti principali furono Cesare Guerrieri Gonzaga, cardinale, Carlo Guerrieri Gonzaga, senatore del Regno, e Anselmo Guerrieri Gonzaga, giornalista, patriota e deputato al Parlamento;
- Nembrini-Gonzaga, con Carlo Nembrini (?-1677)[144] vescovo di Parma, con il conte Carlo Nembrini (1667-1704)[N 8][145] che fu consigliere di stato del duca Ferdinando Carlo di Gonzaga-Nevers e con il cardinale Cesare Nembrini Gonzaga;
- Pico-Gonzaga,[146] con il nobile Giovanni Antonio Pico di Casale, che nel 1495 ottenne di affiancare al suo cognome quello dei Gonzaga e l'aggregazione (quindi l'adozione) alla casa Gonzaga. Nel 1680 Giovanni Antonio Pico Gonzaga ottenne dal duca di Mantova e di Monferrato Ferdinando Carlo l'elevazione del feudo dove insisteva il castello di Uviglie, a Rosignano Monferrato, in contea;[147]
- Spagnoli-Gonzaga, con Tolomeo Spagnoli, che ottenne da Francesco II Gonzaga, divenendo suo segretario, di unire al suo cognome quello della Casata;[148]
- Valenti-Gonzaga,[149] i cui esponenti principali furono Odoardo Valenti Gonzaga, ambasciatore del duca Carlo II presso la Repubblica di Venezia e cavaliere dell'Ordine del Redentore, Silvio Valenti Gonzaga e Luigi Valenti Gonzaga, entrambi cardinali. Teresa Valenti Gonzaga (1793-1871), sposando il conte Francesco Arrivabene, diede origine alla famiglia Arrivabene Valenti Gonzaga.

Per matrimonio:
- Gonzaga-Colonna, con Luigi Gonzaga "Rodomonte", che sposò Isabella Colonna,[150] e il loro figlio Vespasiano, duca di Sabbioneta;
- Catalano-Gonzaga,[151] con Andrea Catalano, duca di Cirella e Grisolia, che nel 1666 sposò Diana Gonzaga del ramo cadetto di Novellara;[152]
- Colloredo-Gonzaga, con Eleonora Gonzaga (1699-1779), figlia di Ottavio Gonzaga principe di Vescovato che nel 1721 sposò il conte Carlo Ludovico Colloredo;[153]
- Gonzaga-Parédes, con Vespasiano Gonzaga-Guastalla, che sposò in Spagna María Inés Manrique de Lara (m. 1679), X contessa di Paredes de Nava;[154]
- Grimani-Gonzaga, con Antonio Grimani, nobile veneziano, e Elena Gonzaga, figlia di Ludovico Francesco Gonzaga, quarto marchese di Palazzolo;[155]
- Pignatelli-Gonzaga, con Maria Luigia Gonzaga (1726-1773), figlia di Francesco, II duchessa di Solferino, sposò Joaquin Anastasio Pignatelli de Aragon y Moncayo (1724-1776), V marchese di Mora;[156]
- Rossi-Gonzaga, con Camilla Gonzaga, figlia di Giovanni Gonzaga, che nel 1523 sposò Pier Maria III de' Rossi, marchese di San Secondo;[157]
- Scotti-Gonzaga, con Luigia Gonzaga, figlia di Francesco I di Novellara, che alla fine del Quattrocento sposò Giovanni Maria Scotti, conte di Vigoleno.[158][159]

## Santi, cardinali e vescovi della famiglia Gonzaga
Al pari di altre importanti famiglie italiane ed europee, anche i Gonzaga annoverarono nella loro casata numerosi ecclesiastici (si calcola uno su cinque), alcuni di rango.

Santo fu Luigi Gonzaga, proclamato da papa Benedetto XIII nel 1726. Il primo cardinale fu Francesco Gonzaga, nominato a soli diciassette anni da papa Pio II. Ercole Gonzaga, cardinale, nel conclave del 25 dicembre 1559 per solo cinque voti non divenne papa (venne eletto Pio IV). Fu inoltre uno dei presidenti del concilio di Trento. Il primo vescovo della casata fu il beato Alberto Gonzaga, nominato nel 1288.

### Santi appartenenti alla famiglia Gonzaga
| Ritratto | Nome              | Nascita      | Morte          | Beatificato                     | Canonizzato                             | Note |
|          | San Luigi Gonzaga | 9 marzo 1568 | 21 giugno 1591 | 19 ottobre 1605 da papa Paolo V | 31 dicembre 1726 da papa Benedetto XIII | Come primogenito, nel 1579 rinunciò al titolo di futuro marchese di Castiglione, in favore del fratello Rodolfo. |

### Cardinali

#### Cardinali appartenenti al ramo principale della famiglia Gonzaga
| Ritratto | Nome                  | Nascita          | Creato cardinale                       | Morte            | Note |
|          | Francesco Gonzaga     | 1444             | 18 dicembre 1461 da papa Pio II        | 21 ottobre 1483  | |
|          | Sigismondo Gonzaga    | 1469             | 1º dicembre 1505 da papa Giulio II     | 3 ottobre 1525   | |
|          | Ercole Gonzaga        | 23 novembre 1505 | 3 maggio 1527 da papa Clemente VII     | 2 marzo 1563     | Fu vescovo di Mantova dal 1521 al 1563. |
|          | Pirro Gonzaga         | 1505             | 21 novembre 1527 da papa Clemente VII  | 28 gennaio 1529  | Fu anche vescovo di Modena dal 5 settembre 1527 e cardinale diacono di Sant'Agata dei Goti dal 21 novembre 1527 alla morte. |
|          | Francesco Gonzaga     | 6 dicembre 1538  | 26 febbraio 1561 da papa Pio IV        | 6 gennaio 1566   | |
|          | Federico Gonzaga      | 1540             | 6 gennaio 1563 da papa Pio IV          | 22 febbraio 1565 | Fu vescovo di Mantova dal 16 ottobre 1564 alla morte. |
|          | Gian Vincenzo Gonzaga | 8 settembre 1540 | 21 febbraio 1578 da papa Gregorio XIII | 23 dicembre 1591 | |
|          | Scipione Gonzaga      | 11 novembre 1542 | 18 dicembre 1587 da papa Sisto V       | 11 gennaio 1593  | |
|          | Ferdinando Gonzaga    | 29 aprile 1587   | Dicembre 1607 da papa Paolo V          | 29 ottobre 1626  | Fu cardinale diacono di Santa Maria in Portico Octaviae. Dopo la morte del fratello Francesco IV nel 1612 salì al trono di Mantova e del Monferrato e si dimise dalla carica di cardinale il 6 gennaio 1616.                                  |
|          | Vincenzo II Gonzaga   | 7 gennaio 1594   | 2 dicembre 1615 da papa Paolo V        | 25 dicembre 1627 | Papa Paolo V, il 5 settembre 1616 privò Vincenzo della dignità cardinalizia e dei benefici ecclesiastici a essa connessi. Fu duca di Mantova e del Monferrato, dal 1626 alla morte, e l'ultimo della linea principale dei Gonzaga di Mantova. |

#### Cardinali appartenenti ad altri rami cadetti della famiglia Gonzaga
| Ritratto | Nome                           | Nascita          | Creato cardinale                      | Morte            | Note    |
|          | Silvio Valenti Gonzaga         | 1º marzo 1690    | 19 dicembre 1738 da papa Clemente XII | 28 agosto 1756   | [ 164 ] |
|          | Luigi Valenti Gonzaga          | 15 ottobre 1725  | 15 aprile 1776 da papa Pio VI         | 29 dicembre 1808 |         |
|          | Cesare Guerrieri Gonzaga       | 2 marzo 1749     | 27 settembre 1819 da papa Pio VII     | 5 febbraio 1832  | [ 165 ] |
|          | Cesare Nembrini Pironi Gonzaga | 27 novembre 1768 | 27 luglio 1829 da papa Pio VIII       | 5 dicembre 1837  | [ 166 ] |

### Vescovi

#### Vescovi appartenenti al ramo principale della famiglia Gonzaga
| Ritratto | Nome                        | Nascita          | Consacrato vescovo                               | Morte            | Note |
|          | Alberto Gonzaga             | metà XIII secolo | 12 febbraio 1288                                 | 1º dicembre 1321 | Vescovo di Ivrea |
|          | Sagramoso Gonzaga           | 1360             | 10 aprile 1386                                   | post 1405        | Vescovo di Mantova dal 10 aprile 1386 all'ottobre 1390, anno in cui venne deposto. |
|          | Ludovico Gonzaga            | 21 agosto 1460   | Non venne mai consacrato                         | 19 gennaio 1511  | Vescovo di Mantova dal 27 ottobre 1483 alla morte (vescovo eletto). |
|          | Agostino Gonzaga            | ?                | 11 aprile 1537                                   | 1557             | Arcivescovo di Reggio Calabria dall'11 aprile 1537 alla morte. |
|          | Marcantonio Gonzaga         | ?                | 1589                                             | 12 giugno 1592   | Vescovo di Casale Monferrato dal 30 agosto 1589 alla morte. |
|          | Francesco Gonzaga           | 1º luglio 1546   | 15 novembre 1587 dal vescovo Alessandro Andreasi | 11 marzo 1620    | Vescovo di Cefalù dal 26 ottobre 1587. Vescovo di Pavia dal 29 gennaio 1593. Vescovo di Mantova dal 30 aprile 1593 alla morte. Fu inoltre nunzio apostolico in Francia dal 10 maggio 1596 al 1599. È stato proclamato venerabile. |
|          | Ludovico Gonzaga            | 1587             | 12 agosto 1619                                   | 17 giugno 1630   | Vescovo di Alba dal 12 agosto 1619 alla morte. |
|          | Alfonso Gonzaga             | 1588             | 1621                                             | 1649             | Arcivescovo di Rodi dal 17 marzo 1621 alla morte. |
|          | Francesco Gonzaga           | 1588             | ?                                                | 18 dicembre 1673 | Vescovo di Cariati dal 21 febbraio 1633 al 17 dicembre 1657, nominato vescovo di Nola, carica che assumerà fino alla morte. |
|          | Ferdinando Tiburzio Gonzaga | 14 aprile 1611   | 1º marzo 1671                                    | 28 ottobre 1672  | Vescovo di Mantova dal 23 febbraio 1671 alla morte. |

#### Vescovi appartenenti ad altri rami cadetti della famiglia Gonzaga
| Ritratto | Nome                               | Nascita        | Consacrato vescovo | Morte             | Note |
|          | Giulio Cesare Gonzaga di Novellara | 1505           | Maggio 1550        | 17 ottobre 1550   | Patriarca di Alessandria dei Latini dal 23 maggio 1550 alla morte.                                                     |
|          | Marco Fedeli Gonzaga               | ?              | ?                  | 29 settembre 1583 | vescovo di Mantova dal 28 novembre 1574 alla morte.                                                                    |
|          | Ascanio Gonzaga                    | 26 agosto 1654 | ?                  | 7 novembre 1728   | Archimandrita del Santissimo Salvatore dal 1703 al 1724. Arcivescovo titolare di Colossi dal 6 luglio 1722 alla morte. |

## Le capitali degli Stati gonzagheschi
- Bagnolo in Piano
- Bozzolo
- Castel Goffredo
- Castiglione delle Stiviere
- Gazzuolo
- Guastalla
- Luzzara
- Medole

- Novellara
- Ostiano
- Pomponesco
- Rivarolo Mantovano
- Sabbioneta
- San Martino dall'Argine
- Solferino
- Vescovato
- Viadana

## Residenze dei Gonzaga

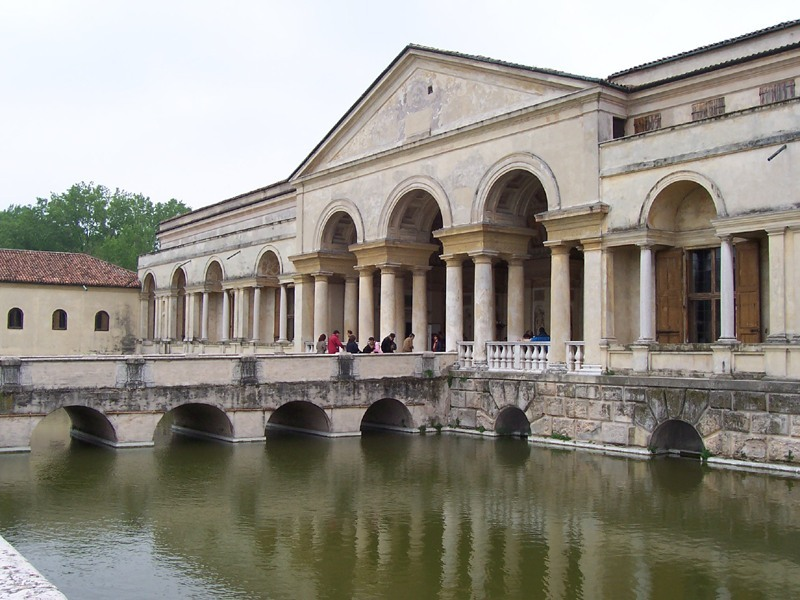
Mantova, Palazzo Te

Numerose sono state le residenze dei Gonzaga, sparse in tutta Italia e all'estero.

## Genealogia
Gli storici che per primi compilarono le genealogie attendibili della famiglia Gonzaga furono il giurista Giacomo Daino, sotto Isabella d'Este e il notaio Jacopo Daino, entrambi mantovani. Costui, nella sua qualità di sovrintendente degli archivi ducali al tempo del marchese Francesco II Gonzaga, ebbe modo infatti di esaminare parecchi documenti originali relativi alla storia gonzaghesca.

### Linea principale Gonzaga di Mantova (1328-1707)
|                                                       |  |
| Luigi I Gonzaga (1268-1360) primo capitano del popolo |  |
|                                                       |  |
|                                                       |  |
| Guido (1290-1369)                                     |  |
|                                                       |  |
|                                                       |  |
| Ludovico I (1334-1382)                                |  |
|                                                       |  |
|                                                       |  |
| Francesco I (1366-1407)                               |  |
|                                                       |  |
|                                                       |  |
| Gianfrancesco (1395-1444) primo marchese              |  |
|                                                       |  |
|                                                       |  |
| Ludovico II (1412-1478)                               |  |
|                                                       |  |
|                                                       |  |
| Federico I (1440-1484)                                |  |
|                                                       |  |
|                                                       |  |
| Francesco II (1466-1519)                              |  |
|                                                       |  |
|                                                       |  |
| Federico II (1500-1540) primo duca                    |  |
|                                                       |  |
|                                                       |  |
| Francesco III (1533-1550)                             |  |
|                                                       |  |
|                                                       |  |
| Guglielmo (1538-1587)                                 |  |
|                                                       |  |
|                                                       |  |
| Vincenzo I (1562-1612)                                |  |
|                                                       |  |
|                                                       |  |
| Francesco IV (1586-1612)                              |  |
|                                                       |  |
|                                                       |  |
| Ferdinando (1587-1626)                                |  |
|                                                       |  |
|                                                       |  |
| Vincenzo II (1594-1627)                               |  |
|                                                       |  |
|                                                       |  |
| (Luigi di Nevers)                                     |  |
|                                                       |  |
|                                                       |  |
| Carlo I (1580-1637)                                   |  |
|                                                       |  |
|                                                       |  |
| (Carlo)                                               |  |
|                                                       |  |
|                                                       |  |
| Carlo II (1629-1665)                                  |  |
|                                                       |  |
|                                                       |  |
| Ferdinando Carlo (1652-1708) ultimo duca              |  |

### Discendenti di Luigi Gonzaga
| Ludovico I Gonzaga (1268-1360), signore di Mantova (1328-1360); sp. (1) Richilde Ramberti (NC-1318), (2) Caterina Malatesta, figlia di Pandolfo, signore di Rimini, (3) 1340 Novella Malaspina, figlia del marchese Spinetta (SD) |  | |  | |
| |  | (1) Filippino (NC-1356), vicario imperiale de Reggio Emilia; sp. (1) 1322 Anna di Dovara, figlia di Buoso di Dovara, (2) 1354 Verena di Laufenbourg, figlia di Giovanni III di Laufenbourg |  | |
| |  | |  | |
| |  | |  | (1) Gigliola (NC-1354); sp. Matteo II Visconti (1319-1355), signore di Milano |
| |  | |  | |
| |  | |  | Caterina Visconti (1342-1382); sp. (1) 1342 Bertoldo I d'Este (NC-1343), signore di Ferrara (SD), (2) 1358 Ugolino di Mantova (NC-1362), vedi sopra (SD), (3) Feltrino di Novellara (NC-1374), signore di Novellara, vedi sopra (SD) |
| |  | |  | |
| |  | Andreola (NC-1376), badessa a Mantova (SD) |  | |
| |  | |  | |
| |  | (1) Isabella; sp. 1354 Rodolfo IV di Laufenbourg (NC-1354), conte di Laufenbourg |  | |
| |  | |  | |
| |  | |  | Giovanni IV di Laufenbourg (NC-1408), conte di Laufenbourg; sp. Agnese, contessa di Hohen-Landenberg-Greifensee |
| |  | |  | |
| |  | (1) Guido di Mantova (1290-1369), signore di Mantova (1360-1369); sp. (1) Agnese Pico, figlia di Francesco I della Mirandole, signore di Mirandola, (2) 1340 Camilla Beccaria, famiglia dei signori di Pavia (SDC), (3) 1342 Beatrice de Bar (1316-NC), figlia di Edoardo I di Bar (NC-1336), conte di Bar    |  | |
| |  | |  | |
| |  | |  | (1) Beatrice; sp. 1335 Nicolò I d'Este (NC-1344), signore di Ferrara |
| |  | |  | |
| |  | |  | Rinaldo III d'Este (1336-1369) |
| |  | |  | |
| |  | (1) Tommasina; sp. 1340 Azzo (NC-1364), signore di Correggio |  | |
| |  | |  | |
| |  | (3) Ugolino di Mantova (NC-1362); sp. (1) 1340 Verde della Scala (NC-1341), figlia di Mastino II della Scala, signore di Verona (SD), (2) 1342 Camilla della Gherardesca (NC-1349), figlia di Bonifacio Novello, conte di Onoratico, signore di Pisa, (3) 1358 Caterina Visconti (1342-1382), vedi sopra (SD) |  | |
| |  | |  | |
| |  | |  | (2) Teodora; sp. 1365 Federico Paolo Novello da Montefeltro (NC-1370), conte di Urbino (SD) |
| |  | |  | |
| |  | (3) Luigi II (1334-1382), signore di Mantova (1369-1382); sp. 1365 Alda d'Este (1333-1381), figlia di Obizzo III d'Este (1294-1352), signore di Ferrara, Modena, Rovigo e Parma e di Lippa Ariosti |  | |
| |  | |  | |
| |  | |  | Francesco I (1382-1407), signore di Mantova; sp. (1)│ x1 1380 Agnese Visconti (1362-1391), figlia di Barnabò Visconti, Signore di Milano e di Beatrice Regina della Scala, (2) 1393 Margherita Malatesta (NC-1399), figlia di Galeotto, signore di Rimini e di Elisabetta di Varano (Margherita è sorella di Carlo I, marito di Elisabetta di Mantova), (cfr. sopra) |
| |  | |  | |
| |  | |  | (1) Alda (NC-1405); sp. 1405 Francesco II Novello di Carrara (1359-1406), signore di Padova |
| |  | |  | |
| |  | (2) Susanna (SD) |  | |
| |  | |  | |
| |  | (2) Gianfrancesco (1395-1444), signore di Mantova (1407), 1º marchese di Mantova (1433-1444); sp. 1409 Paola Malatesta (1393-1449), figlia di Galeotto (Galeazzo), signore di Pesaro |  | |
| |  | |  | |
| |  | |  | Luigi III il Turco (1414-1478), marchese di Mantova (1444-1478); sp. 1433 Barbara di Brandeburgo-Külmbach (1423-1481), figlia di Giovanni l'Alchimista (figlio di Federico I di Brandeburgo e di Barbara di Sassonia-Wittenberg) |
| |  | |  | |
| |  | |  | Federico I il Gobbo (1441-1484), marchese di Mantova (1478-1484); sp. 1463 Margherita di Baviera (1442-1479), figlia di Alberto III di Baviera e di Anna di Brunswick-Grubenhaben |
| |  | |  | |
| |  | |  | Clara di Mantova (1464-1503); sp. 1481 Gilberto di Borbone (1443-1496) di Montpensier, duca di Sessa |
| |  | |  | |
| |  | |  | Casa dei Bourbon-Montpensier, Lorraine-Vaudémont... |
| |  | |  | |
| |  | Francesco II (1466-1519), marchese di Mantova (1484-1519); sp. 1490 Isabella d'Este (1474-1539), figlia di Ercole I d'Este, duca di Ferrara, di Modena e di Reggio e di Eleonora di Napoli |  | |
| |  | |  | |
| |  | |  | Eleonora di Mantova (1493-1550); sp. 1507 Francesco Maria I della Rovere (1490-1538), duca di Urbino |
| |  | |  | |
| |  | |  | Casa della Rovere, duchi di Urbino e Gubbio |
| |  | |  | |
| |  | Margherita (1496-1496) (SD) |  | |
| |  | |  | |
| |  | Federico II di Mantova (1500-1540), marchese (1519) poi 1º duca di Mantova (1530-1540), marchese di Monferrato (1533-1540); sp. 1531 Margherita di Monferrato (1510-1566), figlia di Guglielmo IX Paleologo, duca di Monferrato ed erede del ducato                                                           |  | |
| |  | |  | |
| |  | |  | Francesco III (1533-1550), duca di Mantova (1540-1550), marchese di Monferrato (1540-1550) (SD); sp. 1549 Caterina d'Austria (1533-1572), figlia di Ferdinando I imperatore del Sacro Romano Impero tedesco e di Anna di Boemia |
| |  | |  | |
| |  | Eleonora (1535-1535) (SD) |  | |
| |  | |  | |
| |  | Anna (1536-1536) (SD) |  | |
| |  | |  | |
| |  | Isabella di Mantova (1537-1579); sp. 1566 Don Ferrante Francesco d'Avalos d'Aquino d'Aragona (1531-1571), principe di Francavilla e di Montesarchio, marchese del Vasto |  | |
| |  | |  | |
| |  | Guglielmo (1538-1587), duca di Mantova (1550-1587), marchese (1550) poi 1º duca di Monferrato (1574-1587); sp. 1561 Eleonora d'Austria (1533-1594), figlia dell'imperatore Ferdinando I tedesco e di Anna di Boemia                                                                                           |  | |
| |  | |  | |
| |  | |  | Vincenzo I (1562-1612), duca di Mantova e di Monferrato (1587-1612); sp. (1) 1581-1583 Margherita (1567-1643), figlia di Alessandro Farnese (1545-1592), duca di Parma e di Piacenza e di Maria del Portogallo (SD), (2) 1584 Eleonora de' Medici (1566-1611), figlia di Francesco I de Medici, granduca di Toscana e di Giovanna d'Austria                          |
| |  | |  | |
| |  | |  | (2) Francesco IV (1586-1612), duca di Mantova e di Monferrato (1612-1612); sp. 1608 Margherita di Savoia (1589-1655), figlia di Carlo Emmanuel I di Savoia, duca di Savoia e di Catalina Michelle di Spagna |
| |  | |  | |
| |  | |  | Maria di Mantova (1609-1660); sp. 1627 Carlo III di Lorena, duca di Mayenna, (cfr. qui sopra) |
| |  | |  | |
| |  | Ludovico (1611-1612) (SD) |  | |
| |  | |  | |
| |  | Eleonora (1612-1612) (SD) |  | |
| |  | |  | |
| |  | (2) Ferdinando (1587-1626), duca di Mantova e di Monferrato (1612-1626); sp. (1) 1615 Camilla di Bruno (1589-1662) (in segreto, divorzio nel 1616), (2) 1617 Caterina de' Medici (1593-1629), figlia di Ferdinando I, granduca di Toscana e di Cristina di Lorena (SD)                                        |  | |
| |  | |  | |
| |  | |  | (1) Francesco Giacinto (1616-1630) (SD) |
| |  | |  | |
| |  | (2) Guglielmo Dominico Lungaspada (1589-1591) |  | |
| |  | |  | |
| |  | (2) Margherita di Mantova (1591-1632); sp. 1606 Enrico II di Lorena (1563-1624), duca di Lorena |  | |
| |  | |  | |
| |  | |  | Casa di Lorena |
| |  | |  | |
| |  | Vincenzo II (1594-1627), duca di Mantova e di Monferrato (1626-1627) (SD) |  | |
| |  | |  | |
| |  | (2) Eleonora di Mantova (1598-1655) (SD); sp. 1622 Ferdinando II (1578-1637), imperatore tedesco SRI |  | |
| |  | |  | |
| |  | (nat.) Francesco (ca 1588-NC), vescovo di Nola (SD) |  | |
| |  | |  | |
| |  | (nat.) Silvio (1592-1612) (SDC) |  | |
| |  | |  | |
| |  | (nat.) Francesca (ca 1593-NC) (SDC) |  | |
| |  | |  | |
| |  | Margherita di Mantova (1564-1618); sp. 1579 Alfonso II d'Este (1533-1597), duca di Ferrara, Modena e Reggio |  | |
| |  | |  | |
| |  | |  | Casa d'Este, duchi di Ferrara, Modena e Reggio |
| |  | |  | |
| |  | Anna Caterina di Mantova (1566-1621); sp. 1582 Ferdinando (1529-1595), arciduca del Tirolo |  | |
| |  | |  | |
| |  | |  | Quattro figli dalla sposa dell'imperatore Mattia I |
| |  | |  | |
| |  | Luigi IV di Nevers (1539-1595), duca di Nevers e di Rethel; sp. 1565 Enrichetta di Clèves (1542-1601), figlia di Francesco I di Clèves, duca di Nevers, conte di Auxerre, duca di Rethel e di Maria d'Albret                                                                                                  |  | |
| |  | |  | |
| |  | |  | Caterina di Nevers (1568-1629); sp. 1588 Enrico I d'Orléans (1568-1595), duca dì Longueville |
| |  | |  | |
| |  | |  | Duchi di Longueville |
| |  | |  | |
| |  | Enrichetta di Nevers (1571-1601) (SD); sp. 1599 Enrico di Lorena (1578-1621), duca di Mayenne e d'Aiguillon |  | |
| |  | |  | |
| |  | Federico (1573-1574) (SD) |  | |
| |  | |  | |
| |  | Francesco (1576-1580) (SD) |  | |
| |  | |  | |
| |  | Carlo I (1580-1637), duca di Mantova, di Monferrato, di Nevers e di Rethel, principe d'Arches; sp. 1599 Caterina de Lorena, figlia di Carlo II di Lorena, duca di Mayenne e di Enrichetta di Savoia-Villars                                                                                                   |  | |
| |  | |  | |
| |  | |  | Francesco III di Rethel (1606-1622), conte poi duca di Rethel (SD) |
| |  | |  | |
| |  | Carlo III di Mayenne (1609-1631), duca di Mayenne (Carlo III); sp. 1627 Maria di Mantova (1609-1660), cfr. qui sopra |  | |
| |  | |  | |
| |  | |  | Eleonora di Mayenne (1628-1686); sp. 1651 Ferdinand III Asburgo (1608-1657), re di Ungheria e di Boemia, imperatore tedesco |
| |  | |  | |
| |  | |  | Casa di Asburgo, imperatori tedeschi |
| |  | |  | |
| |  | Carlo II (1629-1665), duca di Mantova, di Monferrato, di Nevers, di Rethel e di Mayenne, principe d'Arches; sp. 1649 Isabella di Asburgo (1629-1685), figlia di Leopoldo V di Asburgo, conte del Tirolo |  | |
| |  | |  | |
| |  | |  | Carlo III Ferdinando (1652-1708), duca di Mantova e Monferrato, principe d'Arches; sp. (1) 1670 Anna Isabella di Guastalla (1655-1703) (SD) (cfr. Casa Gonzaga di Guastalla), (2) 1704 Susanna Enrichetta (1686-1710), figlia di Carlo III di Lorena-Elboeuf, duca di Elbeuf                                                                                         |
| |  | |  | |
| |  | |  | (nat) Giovanni (1671-1743); sp. Carlotta Isabella di Combarel di Gibanel (1686-NC) |
| |  | |  | |
| |  | |  | Filippo, (1709-1778); sp. Rosalia Batthyány, figlia di Adamo Batthyány, conte di Németh-Újvár e di Eleonora Maddalena von Strattman |
| |  | |  | |
| |  | |  | Eleonora (SDC) |
| |  | |  | |
| |  | Elisabetta (1755-NC) (SDC) |  | |
| |  | |  | |
| |  | due figlie (SDC) |  | |
| |  | |  | |
| |  | (nat.) Giovanna (1686-1749), monaca (SD) |  | |
| |  | |  | |
| |  | (nat.) Clara (1686-1748) (SDC) |  | |
| |  | |  | |
| |  | (nat.) Carlo (1692-1771) (SDC) |  | |
| |  | |  | |
| |  | (nat.) Isabella (1694-NC), monaca (SD) |  | |
| |  | |  | |
| |  | (nat.) Maria Elisabetta (1695-NC), monaca (SD) |  | |
| |  | |  | |
| |  | Ferdinando di Mayenne (1610-1632), duca di Mayenne (SD) |  | |
| |  | |  | |
| |  | Maria Luisa di Mantova o Gonzaga-Nevers (1611-1667); sp. (1) 1645 Ladislao IV Vasa, re di Polonia (1595-1648) (SD), (2) 1649 Giovanni II Casimiro Vasa (1595-1672), re di Polonia, ultimo fratello del precedente, cardinale, abate dell'abbazia di Saint-Germain-des-Prés                                    |  | |
| |  | |  | |
| |  | |  | (2) Annamaria Teresa (1650-1651) (SD) |
| |  | |  | |
| |  | (2) Giovanni Sigismondo (1652-1652) (SD) |  | |
| |  | |  | |
| |  | Benedetta di Mantova ([1614-1637), badessa di Avenay-Val-d'Or (SD) |  | |
| |  | |  | |
| |  | Anna Gonzaga di Clèves (o Gonzague-Nevers) (1616-1684); sp. (1) 1639 Enrico II di Lorena (1614-1664), duca di Guisa, divorziò nel 1641 (SD), (2) 1645 Edoardo di Baviera (1625-1663), figlio di Federico V del Palatinato, conte palatino di Rhin                                                             |  | |
| |  | |  | |
| |  | |  | Wittelsbach, Borboni-Condé, Brunswick-Lunebourg di Hannover |
| |  | |  | |
| |  | Federico (1540-1565), cardinale, vescovo di Mantova nel 1563 (SD) |  | |
| |  | |  | |
| |  | Alessandro, figlio naturale riconosciuto (SDC) |  | |
| |  | |  | |
| |  | Livia (1501-1508) (SD) |  | |
| |  | |  | |
| |  | Ippolita (1503-1570), monaca a Mantova (SD) |  | |
| |  | |  | |
| |  | Ercole (1505-1563), vescovo di Mantova nel 1521, cardinale nel 1527 |  | |
| |  | |  | |
| |  | |  | Giulio Cesare, figlio naturale (SDC) |
| |  | |  | |
| |  | Ferrante I di Guastalla (1507-1557), conte di Guastalla, viceré di Sicilia e Milano |  | |
| |  | |  | |
| |  | |  | Casa Gonzaga di Guastalla |
| |  | |  | |
| |  | Paola (1508-1569), monaca francescana a Mantova (SD) |  | |
| |  | |  | |
| |  | Teodora, figlia naturale riconosciuta (SDC) |  | |
| |  | |  | |
| |  | Margherita, figlia naturale riconosciuta (SDC) |  | |
| |  | |  | |
| |  | Maddalena (1467-1490); sp. 1483 Giovanni Sforza (1466-1510), conte di Cotignola, signore di Pesaro |  | |
| |  | |  | |
| |  | Sigismondo (1469-1525), vescovo di Mantova e poi cardinale (SD) |  | |
| |  | |  | |
| |  | Elisabetta (ca 1471-1526); sp. 1489 Guidobaldo I di Montefeltro (1472-1508), duca di Urbino |  | |
| |  | |  | |
| |  | Giovanni di Vescovato (1474-1525), signore di Vescovato; sp. 1494 Laura Bentivoglio (NC-1523), figlia di Giovanni II di Bologna, signore di Bologna e di Costanza Sforza di Pesaro |  | |
| |  | |  | |
| |  | |  | Casa Gonzaga di Vescovato, principi del SRI |
| |  | |  | |
| |  | Gianfrancesco di Sabbioneta (1443-1496), 1º conte di Sabbioneta, signore di Bozzolo; sp. 1479 Antonia del Balzo (1461-1538), figlia di Pietro del Balzo, duca di Andria, e di Maria Donata Orsini di Venezia                                                                                                  |  | |
| |  | |  | |
| |  | |  | Casa Gonzaga di Sabbioneta e Bozzolo |
| |  | |  | |
| |  | Francesco (1444-1483), cardinale, vescovo di Bressanone e di Mantova |  | |
| |  | |  | |
| |  | |  | Francesco il cardinalino (NC-1507) (SDC); sp. Taddea Capra |
| |  | |  | |
| |  | Cecilia (NC-1474), monaca a Mantova (SD) |  | |
| |  | |  | |
| |  | Susanna (1447-1481), monaca a Mantova (SD) |  | |
| |  | |  | |
| |  | Dorotea (1449-1467); sp. 1466 Galeazzo Maria Sforza (1444-1476), duca di Milano |  | |
| |  | |  | |
| |  | Rodolfo di Castiglione (1452-1495), signore di Castiglione, Solferino, Luzzara e Povoglio; sp. (1) 1481 Antonia Malatesta, figlia di Sigismondo Pandolfo, signore di Rimini (SD), (2) 1484 Caterina Pico, figlia di Gianfrancesco I della Mirandola, signore di Mirandola                                     |  | |
| |  | |  | |
| |  | |  | (2) Gianfrancesco di Luzzara (1488-1525), conte di Luzzara; sp. Laura Pallavicini |
| |  | |  | |
| |  | |  | Casa Gonzaga di Luzzara |
| |  | |  | |
| |  | Luigi Alessandro di Castiglione (1494-1549), signore di Castiglione, di Solferino e di Castel Goffredo; sp. Caterina Anguissola |  | |
| |  | |  | |
| |  | |  | Gonzaga di Castiglione e Solferino |
| |  | |  | |
| |  | Paola (1486-1519); sp. Giovanni Nicola Trivulzio (1479-1512) |  | |
| |  | |  | |
| |  | Lucrezia (1490-NC); sp Girolamo Odasi di Urbino (ca-1495-NC) |  | |
| |  | |  | |
| |  | Barbara (SDC) |  | |
| |  | |  | |
| |  | Giulia (1493-1544) (SDC) |  | |
| |  | |  | |
| |  | Barbara (1455-1503); sp. Berardo I di Wurtemberg (1445-1496), duca di Wurtemberg |  | |
| |  | |  | |
| |  | |  | Duchi di Wurtemberg |
| |  | |  | |
| |  | Lodovico (1458-1511), vescovo di Mantova (SDC) |  | |
| |  | |  | |
| |  | Paolina (1464-ca 1495); sp. 1476 Leonardo Gustave I di Görz (1440-1500) |  | |
| |  | |  | |
| |  | Gabriella; sp. Corrado Fogliano (NC-1470) |  | |
| |  | |  | |
| |  | Carlo di Sabbioneta (1417-1456), signore di Sabbioneta, di Bozzolo e di Luzzara; sp. (1) 1437 Lucia d'Este (1419-1437), figlia di Nicolò III d'Este, signore di Modena, di Ferrara e di Reggio e di Parasina Malatesta (SDC), (2) 1445 Ringarda Manfredi, figlia di Guido Antonio, signore di Faenza          |  | |
| |  | |  | |
| |  | |  | (2) Cecilia (NC-1479); sp. 1475 Edoardo (NC-1528), conte di Arco, consigliere dell'imperatore Massimiliano II |
| |  | |  | |
| |  | |  | Conti e duchi di Arco |
| |  | |  | |
| |  | (2) Evangelista (SDC) |  | |
| |  | |  | |
| |  | (2) Gentilia (SDC) |  | |
| |  | |  | |
| |  | Ugolotto di Sabbioneta (1450-NC), signore di Sabbioneta, di Bozzolo e di Luzzara nel 1456 (SDC) |  | |
| |  | |  | |
| |  | Alessandro di Castiglione (NC-1466), signore di Castiglione, di Solferino, Castel Goffredo e Medole (SD); sp. Agnese di Montefeltro (1425-1522), figlia di Guidantonio, signore di Urbino e di Rengarda Malatesta                                                                                             |  | |
| |  | |  | |
| |  | Gianlucido (1421-1448), signore di Volta Mantovana, Cavriana e Castellaro (SD) |  | |
| |  | |  | |
| |  | Margherita (NC-1439); sp. 1435 Lionello d'Este (1407-1450), signore di Modena, di Ferrara e di Reggio Emilia |  | |
| |  | |  | |
| |  | |  | Niccolò (1438-1476) (SDC) |
| |  | |  | |
| |  | Cecilia (NC-1451), suora a Mantova (SD) |  | |
| |  | |  | |
| |  | Elisabetta di Mantova (NC-1432); sp. Carlo I Malatesta, signore di Rimini (Carlo è fratello di Margherita Malatesta, 2ª moglie di Francesco I), (vedi sopra) |  | |
| |  | |  | |
| |  | Febo (SDC) |  | |
| |  | |  | |
| |  | Francesco (NC-1369), vicario imperiale (SDC); sp. Lete, figlia di Guido III da Polenta, signore di Ravenna |  | |
| |  | |  | |
| |  | Margherita (SDC); sp. 1350 Jacopino da Carrara (NC-1372), signore di Padova |  | |
| |  | |  | |
| |  | (1) Feltrino di Novellara (NC-1374); sp. (1) Antonia da Correggio, (2) Caterina Visconti (1342-1382), (vedi qui sopra) (SD) |  | |
| |  | |  | |
| |  | |  | Casa Gonzaga di Novellara e Bagnolo |
| |  | |  | |
| |  | (1) Azzo (SD) |  | |
| |  | |  | |
| |  | (1) Alberto (SD) |  | |
| |  | |  | |
| |  | (1) Margherita (SD) |  | |
| |  | |  | |
| |  | (1) Tommasina (NC-1319); sp. Guglielmo, conte di Castelbarco |  | |
| |  | |  | |
| |  | (2) Corrado (NC-1356); sp. 1340 Verde Beccara |  | |
| |  | |  | |
| |  | |  | Casa Gonzaga di Palazzolo |
| |  | |  | |
| |  | (2) Federigo (SD) |  | |
| |  | |  | |
| |  | (2) Giovanni |  | |
| |  | |  | |
| |  | |  | Odoardo (SD) |
| |  | |  | |
| |  | Naimo; sp. Polissena Gonzaga (NC-1466) |  | |
| |  | |  | |
| |  | (2) Mario (SD) |  | |
| |  | |  | |
| |  | (2) Giacomo (SD) |  | |
| |  | |  | |
| |  | (2) Matteo (SD) |  | |
| |  | |  | |
| |  | (2) Lucia; sp. Azzo (NC-1364), signore di Correggio |  | |
| |  | |  | |

### Esplicative
1. ↑  Fu il capostipite Luigi I Gonzaga a decidere che la famiglia assumesse il cognome Gonzaga dalla località di origine.
2. ↑  Dal 1433 marchese di Mantova
3. ↑  Sino al 1433 signore di Mantova
4. ↑  Dal 1530 duca di Mantova
5. ↑  Sino al 1530 marchese di Mantova
6. ↑  Associato al padre Carlo I
7. ↑  Lo storico Giuseppe Gerola, in uno studio del 1916 Archivio storico lombardo. Giuseppe Gerola, vecchie insegne dei Gonzaga, pp.96-110. Archiviato il 4 maggio 2014 in Internet Archive., sostiene che la variante più antica dello stemma gonzaghesco contemplasse il fasciato di bianco e di nero anziché fasciato d'oro (giallo) e di nero. Nell'appartamento della Guastalla a Palazzo Ducale (Mantova) infatti compariva uno scudo con l'arma dei Gonzaga fasciato di bianco e di nero. Anche nel celebre dipinto del 1494 Cacciata dei Bonacolsi di Domenico Morone le fasce sugli scudi dei vincitori appaiono più bianche che gialle.
8. ↑  Il duca Ferdinando Carlo di Gonzaga-Nevers gli concesse il diritto di affiancare al suo cognome quello dei Gonzaga e di accollare l'arma di famiglia allo scudo gonzaghesco.

### Bibliografiche
1. ↑   Francesca Cappelletti e Gerlinde Huber-Rebenich, Der antike Mythos und Europa: Texte und Bilder von der Antike bis ins 20. Jahrhundert, Gebr. Mann, 1997, ISBN 978-3-7861-1762-9. URL consultato il 31 agosto 2023.
2. ↑   Monete e medaglie di Mantova e dei Gonzaga dal XII al XIX secolo: Le zecche e le monete dei rami cadetti dei Gonzaga, Electa, 1996, ISBN 978-88-435-6615-0. URL consultato il 31 agosto 2023.
3. ↑   Maria Luisa Reviglio della Veneria, Il labirinto: la paura del Minotauro e il piacere del giardino, Edizioni Polistampa Firenze, 1998, ISBN 978-88-85977-59-4. URL consultato il 31 agosto 2023.
4. ↑  Malacarne, 1992, p. 93.
5. ↑   Stemma della famiglia Gonzaga., su culturaitalia.it. URL consultato il 15 febbraio 2016.
6. ↑  S.Tabacchi-DBI.
7. ↑   Treccani.it. Gonzaga, su treccani.it. URL consultato il 6 novembre 2014.
8. ↑  Crollalanza, pp. 490-491.
9. ↑   Eleonora Gonzaga imperatrice, in Dizionario biografico degli italiani, Roma, Istituto dell'Enciclopedia Italiana. URL consultato il 16 aprile 2016.
10. ↑   Vincenzo Gonzaga. Il fasto del potere., su beniculturali.it. URL consultato il 16 aprile 2016 (archiviato dall'url originale il 9 giugno 2016).
11. ↑  Brunelli, p. 1.
12. ↑  Braglia, p. 23.
13. ↑   Touring Club Italiano. Viaggiare per gioco: i Gonzaga, da Mantova alla conquista d'Europa, su touringmagazine.it. URL consultato il 6 novembre 2014.
14. ↑  Bazzotti, pp. 15-17.
15. ↑  (EN) Enciclopedia Britannica. Ferdinando II, su britannica.com. URL consultato l'11 marzo 2013.
16. ↑   Pittura omnia. Gonzaga, su pitturaomnia.com. URL consultato il 13 marzo 2013 (archiviato dall'url originale il 27 aprile 2015).
17. ↑   Dall’Accademia degli Invaghiti all’Accademia Nazionale Virgiliana di Scienze Lettere e Arti in Mantova, su accademianazionalevirgiliana.org. URL consultato il 17 marzo 2016 (archiviato dall'url originale il 23 marzo 2016).
18. ↑   Mario Cadalora, Gonzaga Gonzaga, Modena, 1990.
19. ↑  Braglia, p. 17.
20. ↑  Nosari-Canova, p. 19.
21. ↑  Luzio, p. 9.
22. ↑   Federigo Amadei, Cronaca universale della città di Mantova, Volume I, p.244, Mantova, 1954.
23. ↑   Scipione Agnello Maffei, Gli annali di Mantova, Viola, 1675. URL consultato il 31 agosto 2023.
24. ↑   Gonzaga nobile famiglia, su sapere.it. URL consultato il 15 luglio 2013.
25. ↑  Luzio, p. 19.
26. ↑  Vaini, p. 3.
27. ↑  Sissa, p. 73.
28. ↑  Luzio, p. 30.
29. ↑   Mantova fortezza. I Gonzaga., su mantovafortezza.it. URL consultato il 28 febbraio 2014 (archiviato dall'url originale il 3 marzo 2014).
30. 1 2  Brunelli, p. 28.
31. ↑   Condottieri di ventura. Gianfrancesco Gonzaga, su condottieridiventura.it. URL consultato il 9 maggio 2013 (archiviato dall'url originale il 28 aprile 2015).
32. ↑  Brunelli, p. 109.
33. ↑  Malacarne, p. 27.
34. ↑   Giuseppe Sissa, Storia di Gonzaga, Mantova, 1983.
35. ↑  Murgia, pp. 8-9.
36. ↑  Amadei, p. 10.
37. ↑  (EN) Albero genealogico dei Gonzaga signori di Mantova, su genealogy.euweb.cz. URL consultato il 4 giugno 2012.
38. ↑  (EN) Albero genealogico dei Corradi-Gonzaga, su genealogy.euweb.cz. URL consultato il 4 giugno 2012.
39. ↑  Luzio, p. 34.
40. ↑  Coniglio, p. 8.
41. ↑  Malacarne, 2010.
42. ↑   Gonzaga: etimologia, su Comuni italiani. URL consultato il 26 novembre 2013.
43. ↑   Pierino Pelati, Acque, terre e borghi del territorio mantovano. Saggio di toponomastica, Asola, 1996.
44. ↑  Coniglio, pp. 1-11.
45. ↑  Brunelli, p. 26.
46. ↑  Brunelli, p. 36.
47. ↑  Coniglio, p. 16.
48. ↑  Coniglio, p. 50.
49. ↑  Brunelli, p. 44.
50. ↑  Brunelli, p. 56.
51. ↑  Brunelli, p. 64.
52. 1 2  Coniglio, p. 433.
53. ↑  Coniglio, p. 274.
54. ↑   Marchesi del Monferrato, su marchesimonferrato.com. URL consultato il 21 maggio 2012.
55. ↑   Antegnati in Santa Barbara, su antegnatisantabarbara.it. URL consultato il 10 marzo 2013 (archiviato dall'url originale il 26 gennaio 2021).
56. ↑  Murgia, p. 90.
57. ↑  Brunelli, pp. 88-90.
58. ↑  Brunelli, p. 101.
59. ↑  Brunelli, pp. 102-105.
60. ↑  Brunelli, p. 106.
61. ↑  Brunelli, pp. 108-109.
62. ↑  Coniglio, p. 428.
63. ↑  Murgia, pp.52-53-57.
64. ↑  Coniglio, p. 440.
65. ↑  Coniglio, pp. 469-470.
66. ↑  Coniglio, p. 434.
67. ↑  Coniglio, p. 470.
68. ↑  Brunelli, p. 112.
69. ↑  Braglia, p. 195.
70. ↑  Coniglio, pp. 473-499.
71. ↑  Coniglio, p. 473.
72. ↑  Coniglio, p. 482.
73. ↑   Clifford M. Brown;Paola Tosetti Grandi (a cura di), I Gonzaga di Bozzolo, Mantova, 2011.
74. ↑  Brunelli, p. 164.
75. ↑  Cavazzoli, p. 49.
76. ↑  Malacarne, 1992, pp. 93-98.
77. ↑   Impresa della tortora, su culturaitalia.it. URL consultato il 28 maggio 2016.
78. ↑   Andrea Ciaroni, Maioliche del Quattrocento a Pesaro: Frammenti di storia dell'arte ceramica dalla bottega dei Fedeli, Altomani & Sons, 2004, ISBN 978-88-7038-404-8. URL consultato il 31 agosto 2023.
79. ↑   Impresa della museruola, su culturaitalia.it. URL consultato il 28 maggio 2016.
80. ↑   Boccale con impresa del “crogiolo” [collegamento interrotto], su museodarcomantova.it. URL consultato il 28 maggio 2016.
81. ↑   Mantova2016: 5 capitelli da osservare tra Gonzaga, Bonacolsi, Visconti e damnatio memoriae, su mantovastoria.wordpress.com. URL consultato il 12 luglio 2018.
82. ↑   La medaglia di Isabella d'Este: Nemesi e le sue stelle, su academia.edu. URL consultato il 29 maggio 2016.
83. ↑   Il rebus delle imprese rinascimentali e una nota sui loghi-rebus, su engramma.it. URL consultato il 28 maggio 2016.
84. ↑   Federico Argani, Il Rinascimento delle ceramiche maiolicate in Faenza, Multigrafica, 1974. URL consultato il 31 agosto 2023.
85. ↑   Giancarlo Malacarne, I Gonzaga di Mantova: I Gonzaga marchesi : il sogno del potere : da Gianfrancesco a Francesco II (1432-1519), Bulino edizioni d'arte, 2004, ISBN 978-88-86251-67-9. URL consultato il 31 agosto 2023.
86. ↑   Palazzo Te 1525, su accessibile.palazzote.it. URL consultato il 29 maggio 2016 (archiviato dall'url originale il 31 marzo 2016).
87. ↑   Giovanni Coppadoro, Antonio Maria Viani e la facciata di Palazzo Guerrieri a Mantova, Alinea Editrice, 2010, ISBN 978-88-6055-491-8. URL consultato il 1º novembre 2023.
88. ↑   Quattrino con motto SIC, su catalogo-mantova.lamoneta.it. URL consultato il 29 maggio 2016.
89. ↑   Andrea Tonni, Allevamento e diplomazia tra Mantova, Torino e Londra: lo scambio dei cavalli tra Cinquecento e Seicento (PDF). URL consultato il 20 aprile 2017 (archiviato dall'url originale il 21 aprile 2017).
90. ↑  Braglia, p. 63.
91. 1 2 3 4  Simon, p. 312.
92. ↑   Sala dei Cavalli, su palazzote.it. URL consultato il 27 giugno 2017.
93. 1 2  Simon, p. 313.
94. ↑   Scienza e magia alla Corte dei Gonzaga, su mantovaducale.beniculturali.it. URL consultato l'11 aprile 2015 (archiviato dall'url originale il 17 aprile 2015).
95. ↑  Simon, p. 316.
96. ↑  Simon, p. 318.
97. ↑   Carlo D'Arco, Notizie intorno agli arazzi disegnati da Raffaello e posseduti dai Gonzaga di Mantova, Mantova, 1867.
98. ↑  Simon, p. 319.
99. ↑   Irene Favaretto, Arte antica e cultura antiquaria nelle collezioni venete al tempo della Serenissima, L'ERMA di BRETSCHNEIDER, 2002, ISBN 978-88-8265-223-4. URL consultato il 31 agosto 2023.
100. ↑  Murgia, pp. 109-110.
101. ↑   Raffaella Morselli, Gonzaga: la celeste galeria : le raccolte, Skira, 2002, ISBN 978-88-8491-342-5. URL consultato il 31 agosto 2023.
102. ↑   Giuseppe Amadei e Ercolano Marani (a cura di), I ritratti gonzagheschi della collezione di Ambras, Mantova, 1980, ISBN non esistente.
103. 1 2  (EN) Syre, pp.13-27.
104. ↑   Monete della zecca di Mantova, su catalogo-mantova.lamoneta.it. URL consultato il 15 novembre 2015.
105. ↑   Giacomo Capitanio, Rodigo, Cronistoria (1050-1866), 2ª ed., Mantova, 1995.
106. ↑  Brunetti, p. 1.
107. ↑   Claudia Colucci, Wainer Mazza, Il quaderno delle ricette della grande provincia mantovana, San Giovanni Lupatoto, 2007.
108. ↑   Marzio Achille Romani, Finanza e potere - Gli investimenti dei primi Gonzaga, su Gazzetta di Mantova, 3 febbraio 2011. URL consultato il 6 dicembre 2021 (archiviato dall'url originale il 26 settembre 2020).
109. 1 2 3 4 5 6   Soprintendenza Brescia, Cremona, Mantova.I Gonzaga, su architettonicibrescia.beniculturali.it. URL consultato il 15 marzo 2013 (archiviato dall'url originale il 14 luglio 2015).
110. ↑  Braglia, p. 107.
111. ↑   Le monete dei Gonzaga. Ascesa e declino dei duchi di Mantova, su roth37.it. URL consultato il 13 ottobre 2012.
112. ↑   Philippe Daverio, Il tempo dei Gonzaga, Mantova, 16 novembre 2012, Mantova, Distretto culturale Le Regge dei Gonzaga..
113. ↑   Mantova medievale. Francesco I Gonzaga, su mantovamedievale.it. URL consultato il 13 ottobre 2012.
114. ↑   Le collezioni Gonzaga, su centropalazzote.it. URL consultato il 15 novembre 2015 (archiviato dall'url originale il 20 dicembre 2015).
115. ↑  Bazzotti, p. 16.
116. ↑   Il ducato di Mantova e la corte spagnola., su repositorio.uam.es. URL consultato il 21 marzo 2015 (archiviato dall'url originale il 2 aprile 2016).
117. ↑  Bazzotti, p. 17.
118. ↑  Brunelli, pp. 172-173.
119. ↑   Guida Michelin. Mantova, su viaggi.michelin.it. URL consultato il 15 marzo 2013 (archiviato dall'url originale il 4 marzo 2013).
120. ↑   EuropAmici. I Gonzaga, su europamici.com. URL consultato il 15 marzo 2013.
121. ↑   Vincenzo Gonzaga. Il fasto del potere., su portale.lombardinelmondo.org. URL consultato il 15 marzo 2013 (archiviato dall'url originale il 14 luglio 2015).
122. 1 2   Roberto Brunelli, I Gonzaga con la tonaca, Ciliverghe, 2005.
123. ↑   Dai Bonacolsi ai Corradi da Gonzaga (PDF), su lnx.societapalazzoducalemantova.it. URL consultato il 28 maggio 2012 (archiviato dall'url originale il 29 agosto 2017).
124. ↑  Nacquero comunità ebraiche a Castel Goffredo, Bozzolo, Pomponesco, Rivarolo, Sabbioneta, Sermide e Viadana.
125. ↑  Coniglio, pp. 434-437.
126. ↑  Murgia, pp. 110-111.
127. ↑   elenco dei Gonzaga deceduti nel 1630, su digilib.bibliotecateresiana.it.
128. ↑   Cronaca universale della città di Mantova. Volume IV., su digilib.bibliotecateresiana.it. URL consultato il 16 agosto 2016.
129. ↑   1707 addio Gonzaga, su gazzettadimantova.gelocal.it. URL consultato il 16 agosto 2016.
130. ↑  Brunelli, pp. 144-148.
131. ↑   Associazione per i monumenti domenicani (a cura di), Sepolcri Gonzagheschi, Mantova, 2013.
132. ↑  Brunelli, p. 177.
133. ↑   La storia di palazzo Bonacolsi, su ilcaso.it. URL consultato il 13 marzo 2013.
134. ↑  Amadei, p. 115.
135. ↑   Mario Castagna;Valerio Predari (a cura di), Stemmario mantovano, volume I, Montichiari, 1991.
136. ↑   Boschetti Gian Galeazzo, su treccani.it. URL consultato il 3 maggio 2018.
137. ↑   Francesco Schröeder, Repertorio genealogico delle famiglie confermate nobili e dei titolati nobili esistenti nelle Provincie Venete, Vol. 1, Venezia, Tipografia di Alvisopoli, 1830,  pp. 174-177.
138. ↑   Augusto Campana e Paola Medioli Masotti, Bartolomeo Sacchi il Platina (Piadena 1421-Roma 1481): atti del Convegno internazionale di studi per il V centenario, Cremona, 14-15 novembre 1981, Antenore, 1986, ISBN 978-88-8455-052-1. URL consultato il 31 agosto 2023.
139. ↑  Diligenti, p. 164.
140. ↑  Diligenti, p. 177.
141. ↑  Crollalanza, p. 214.
142. ↑   Floriano Dolfo, Lettere ai Gonzaga, Ed. di Storia e Letteratura, 2002, ISBN 978-88-87114-52-2. URL consultato il 1º novembre 2023.
143. ↑   Treccani.it. Filangieri di Candida Gonzaga Antonio, su treccani.it. URL consultato il 2 aprile 2014.
144. ↑   Mario Castagna, Valerio Predari, Stemmario mantovano. Vol I, Montichiari, pp.166-168, 1991.
145. ↑   Associazione "Bichi Reina Leopardi Dittajuti" - La famiglia Nembrini Gonzaga, su associazioneleopardi.it. URL consultato il 2 maggio 2012.
146. ↑   Giovan Battista di Crollalanza, Dizionario storico blasonico delle famiglie nobili o notabili italiane estinte e fiorenti, 1886, p.337, Vol.2.
147. ↑   Il castello di Uviglie, su castellodiuviglie.com. URL consultato il 15 novembre 2015 (archiviato dall'url originale il 12 settembre 2016).
148. ↑   Paola Eugenia Falini, Claudia Bonora Previdi e Marida Brignani (a cura di), I giardini dei Gonzaga. Un atlante per la storia del territorio, Spoleto, Del Gallo Editori, 2018,  pp. 347-348, ISBN 978-88-99244-14-9.
149. ↑   I luoghi dei Valenti Gonzaga, su valentigonzaga.com. URL consultato il 24 giugno 2012 (archiviato dall'url originale il 3 aprile 2015).
150. ↑  (EN) Genealogia del Gonzaga di Sabbioneta e Bozzolo, su genealogy.euweb.cz. URL consultato il 2 maggio 2012.
151. ↑   Famiglie nobili napoletane. Catalano Gonzaga, su famiglienobilinapolitane.it. URL consultato il 2 maggio 2012.
152. ↑   Il portale del Sud. Catalano Gonzaga, su ilportaledelsud.org. URL consultato il 2 maggio 2012.
153. ↑  (EN) I Gonzaga di Vescovato, su genealogy.euweb.cz. URL consultato il 2 maggio 2012.
154. ↑   Storia d'Italia continuata da quella del Guicciardini sino al 1789 di Carlo Botta: Tom. 9.-10, Tip. di G. Ruggia e C., 1835. URL consultato il 31 agosto 2023.
155. ↑   Treccani.it. Vincenzo Grimani, su treccani.it. URL consultato il 14 dicembre 2014.
156. ↑  (ES) Paloma Torrejos, su palomatorrijos.blogspot.it. URL consultato il 18 agosto 2012.
157. ↑   Il leone rossiano, su cortedeirossi.it. URL consultato il 14 giugno 2013.
158. ↑   Il castello di Agazzano, su castellodiagazzano.com. URL consultato il 15 novembre 2015 (archiviato dall'url originale il 17 novembre 2015).
159. ↑   Rocca e castello di Agazzano, su castellidelducato.it. URL consultato il 29 aprile 2025.
160. ↑  Brunelli, p. 170.
161. ↑   Philippe de Lignerolles e Jean-Pierre Meynard, Storia della spiritualità cristiana. 700 autori spirituali, Gribaudi, 2005, ISBN 978-88-7152-821-2. URL consultato il 31 agosto 2023.
162. ↑   Santi e beati. Card. Ercole Gonzaga, su santiebeati.it. URL consultato il 17 marzo 2013.
163. ↑  The Cardinals of the Holy Roman Church-Gonzaga
164. ↑  Archimandrita del Santissimo Salvatore,
Arcivescovo titolare di Nicea,
Nunzio apostolico nelle Fiandre,
Superiore ecclesiastico della Missione Olandese,
Nunzio apostolico in Spagna,
Cardinale Segretario di Stato di Sua Santità,
Prefetto della Congregazione della Sacra Consulta,
Cardinale presbitero di Santa Prisca,
Camerlengo di Santa Romana Chiesa,
Prefetto della Congregazione di Propaganda Fide,
Cardinale presbitero di San Callisto,
Camerlengo del Collegio Cardinalizio,
Cardinale vescovo di Sabina.
165. ↑  Tesoriere generale della Camera Apostolica, Presidente della Congregazione del Censo, Segretario della Congregazione dei Vescovi e Regolari, Cardinale diacono di Sant'Adriano al Foro, Camerlengo del Collegio Cardinalizio.
166. ↑  Vescovo di Ancona e Numana, Cardinale presbitero di Sant'Anastasia.
167. ↑  Brunelli, p. 23.
168. ↑  Zoppè, pp. 11-14.
169. ↑  Sorrentino, p. 138.
170. ↑   Carlo : de' Rosmini, Idea dell'ottimo precettore nella vita e disciplina di Vittorino da Feltre e de'suoi discepoli libri quattro del cav. Carlo De'Rosmini roveretano, dalla tipografia di Gio. Silvestri, 1845. URL consultato il 31 agosto 2023.
171. ↑   Raffaele Tamalio, La memoria dei Gonzaga: repertorio bibliografico gonzaghesco, 1473-1999, L.S. Olschki, 1999, ISBN 978-88-222-4811-4. URL consultato il 31 agosto 2023.

### Altre fonti
- Archivio Gonzaga Mantova. (PDF), su icar.beniculturali.it. URL consultato il 20 novembre 2014 (archiviato dall'url originale il 29 novembre 2014).
- Pietro Torelli, L'Archivio Gonzaga di Mantova, Bologna, 1920, SBN LO10406488.
- Philippe Daverio, Il tempo dei Gonzaga, Lezione su Il tempo dei Gonzaga, Mantova, 16 novembre 2012, Mantova, Distretto culturale Le Regge dei Gonzaga, marzo 2013.
- Giovan Battista di Crollalanza, Ordini cavallereschi della famiglia Gonzaga, in Giornale Araldico genealogico diplomatico italiano, tomo I, Fermo, Giornale araldico, 1874,  pp. 52-57.